# Ferrassières
Ferrassières est une commune française située dans le département de la Drôme, en région Auvergne-Rhône-Alpes.
Ses habitants sont dénommés les Ferrassièrois.

## Géographie

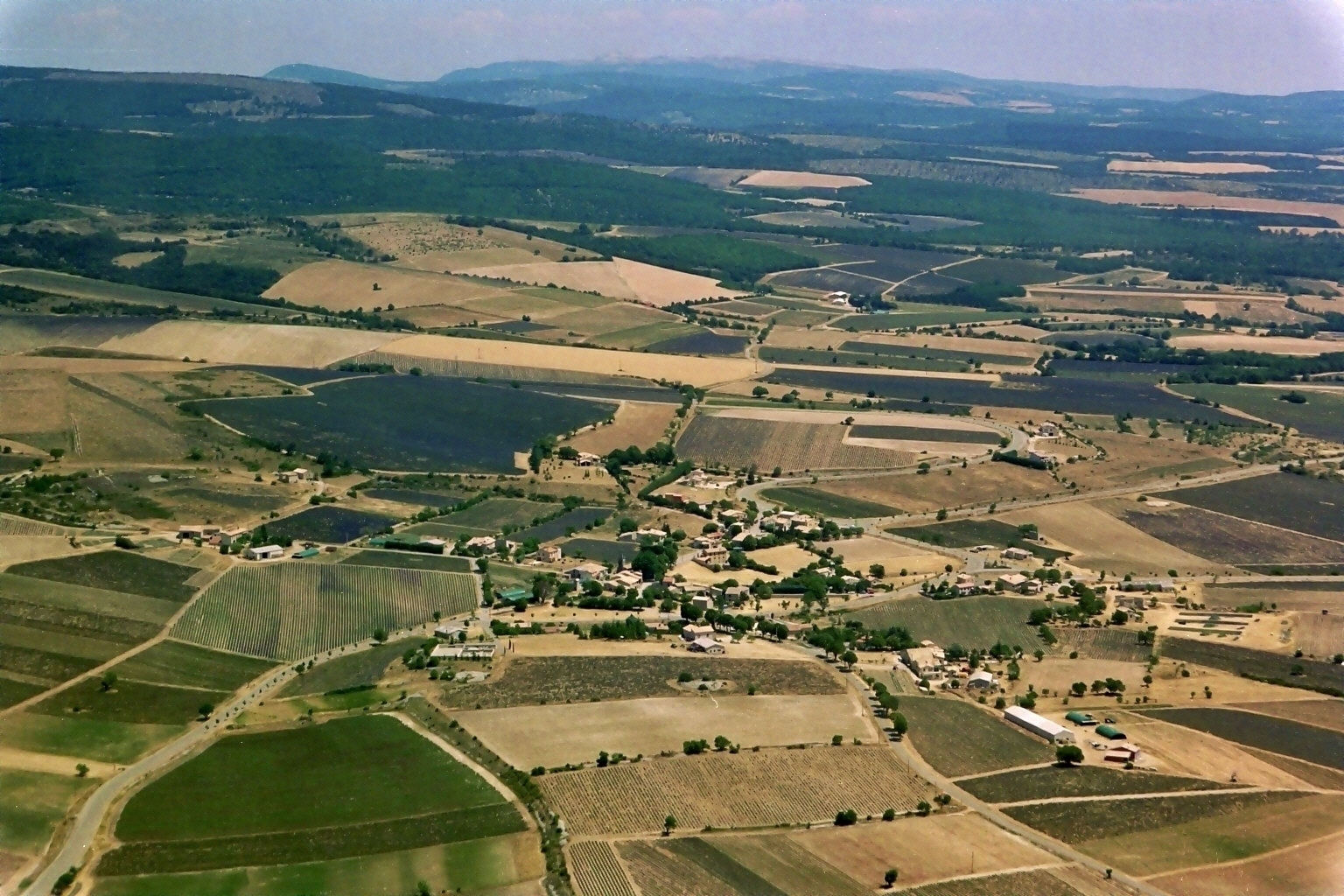
Vue aérienne de la commune de Ferrassières.

### Localisation
Située sur le plateau d'Albion, Ferrassières est la commune la plus méridionale du département et de la région Auvergne-Rhône-Alpes, en bordure du Vaucluse. Elle est située à 16 km au sud de Séderon et 8 km au nord de Sault.
Le territoire de la commune est limitrophe de ceux de six communes :
|                  | Montbrun-les-Bains      | Barret-de-Lioure, Les Omergues (Alpes-de-Haute-Provence) |
| Aurel (Vaucluse) | Ferrassières            | Revest-du-Bion (Alpes-de-Haute-Provence)                 |
|                  | Saint-Trinit (Vaucluse) |                                                          |

### Géologie et relief
Ferrassières est la seule commune du département située sur le plateau d'Albion. Elle est en limite de la montagne de Lure. La commune est séparée de Barret-de-Lioure par le Col de l'Homme Mort.
Sites particuliers :
- Col de l'Homme Mort (1211 m)
- Collet de la Grange
- Collet de Lambert
- Collet de Saïs (1108 m)
- Col Nu (1341 m)
- Col Pointu
- Combe de Boudriès
- Combe de Chanal
- Combe de Peyragoux
- Combe du Seigneur
- Combe Laurence
- Grand Collet (1084 m)
- le Col de la Loge
- le Col de Ruès
- le Col Marin
- Praguery (1225 m)
- Vallon de la Pierre

#### Géologie
La commune est située sur un substrat de couches de calcaires à faciès urgonien (Crétacé). Ce calcaire se présente selon un modelé karstique avec lapiaz, avens et dolines. Il est associé à des couches sédimentaires du Bédoulien et de calcarénites du Barrémien (Secondaire), recouvert par des colluvions et alluvions siliceuses et des argiles de décalcification du Quaternaire.
L'eau s'infiltre dans la roche, créant des réseaux souterrains (système karstique), ressortant en des points bas tels que la Fontaine de Vaucluse.

### Hydrographie
La commune est arrosée par les cours d'eau suivants :
- ravin de Bassette[4],[2] ;
- ravin de la Greppe[5] (non confirmé par Geoportail) ;
- ravin de Tranche-Mules[6],[2].

### Climat
Pour des articles plus généraux, voir Climat d'Auvergne-Rhône-Alpes et Climat de la Drôme.
En 2010, le climat de la commune est de type climat des marges montargnardes, selon une étude du CNRS s'appuyant sur une série de données couvrant la période 1971-2000. En 2020, Météo-France publie une typologie des climats de la France métropolitaine dans laquelle la commune est exposée à un climat de montagne ou de marges de montagne et est dans la région climatique  Provence, Languedoc-Roussillon, caractérisée par une pluviométrie faible en été, un très bon ensoleillement (2 600 h/an), un été chaud (21,5 °C), un air très sec en été, sec en toutes saisons, des vents forts (fréquence de 40 à 50 % de vents > 5 m/s) et peu de brouillards. 
Pour la période 1971-2000, la température annuelle moyenne est de 9,8 °C, avec une amplitude thermique annuelle de 16,3 °C. Le cumul annuel moyen de précipitations est de 1 001 mm, avec 7,3 jours de précipitations en janvier et 4,3 jours en juillet. Pour la période 1991-2020, la température moyenne annuelle observée sur la station météorologique de Météo-France la plus proche, sur la commune de Séderon à 9 km à vol d'oiseau, est de 9,7 °C et le cumul annuel moyen de précipitations est de 1 032,4 mm,. Pour l'avenir, les paramètres climatiques de la commune estimés pour 2050 selon différents scénarios d'émission de gaz à effet de serre sont consultables sur un site dédié publié par Météo-France en novembre 2022.

### Milieux naturels et biodiversité

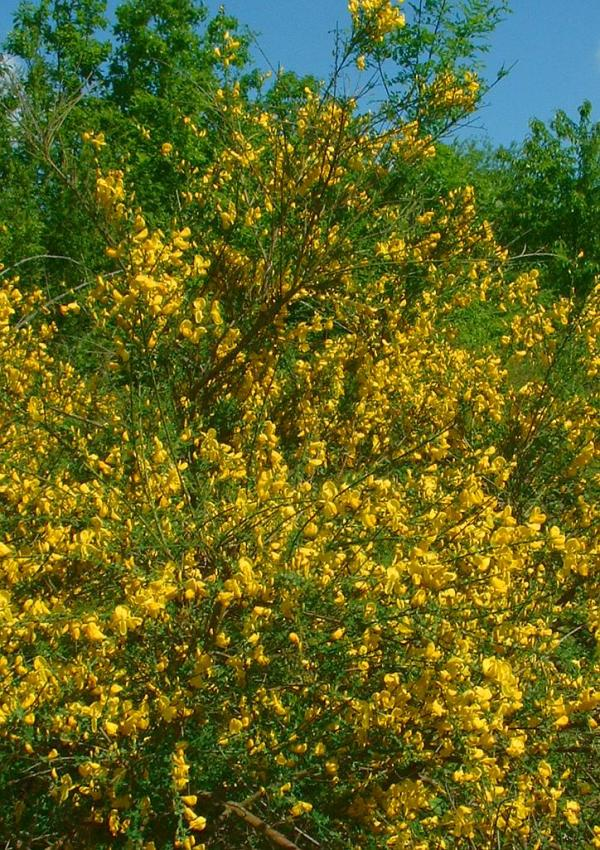
Genêt à balai.

- Panorama du col de l'Homme Mort[13].
- Plateau du Vaucluse[13].
- Avens[13] dont l'aven de la Caviote[2].

#### Flore
Sur le plateau d'Albion, et donc sur le territoire de la commune, la flore et les espèces arbustives sont de type montagnard ou supra-méditerranéen et oro-méditerranéen. La sylve est composée de chêne pubescent, chêne sessile, hêtre, tremble, bouleau, pin sylvestre, pin maritime, genêt à balais, bruyère callune et châtaignier.
On rencontre aussi sous forme de landes ou de garrigues la bugrane striée, le brome dressé, le thym, le genêt cendré et la lavande à feuilles étroites. Plus spécifiques des champs, des talus ou des dolines se multiplient la gagée des champs, l'ophioglosse des marais, la danthonie des Alpes, la Ventenatée douteuse et le ciste à feuilles de laurier.
Plus rares, mais spécifiques au plateau, on trouve l'adonis flamme, l'aspérule des champs, la Caméline à petits fruits, le gaillet à trois pointes, le Grand polycnémum, le buplèvre à feuilles rondes, la nielle des blés, l'androsace à grand calice et la vachère d'Espagne.

##### Champignons
Liées à une ou quelques espèces d'arbre, les champignons abondent, en saison, sur le plateau. On y trouve, le lactaire délicieux, dit pinin, le lactaire sanguin  (Lacterius sanguifluus), dit sanguin, les bolets dont le cèpe tête-de-nègre, les chanterelles dont la girolle (Cantharellus cibarius), sans oublier le pied-de-mouton, (Hydnum repandum) et surtout le petit gris ou griset du Ventoux (Tricholoma myomyces).

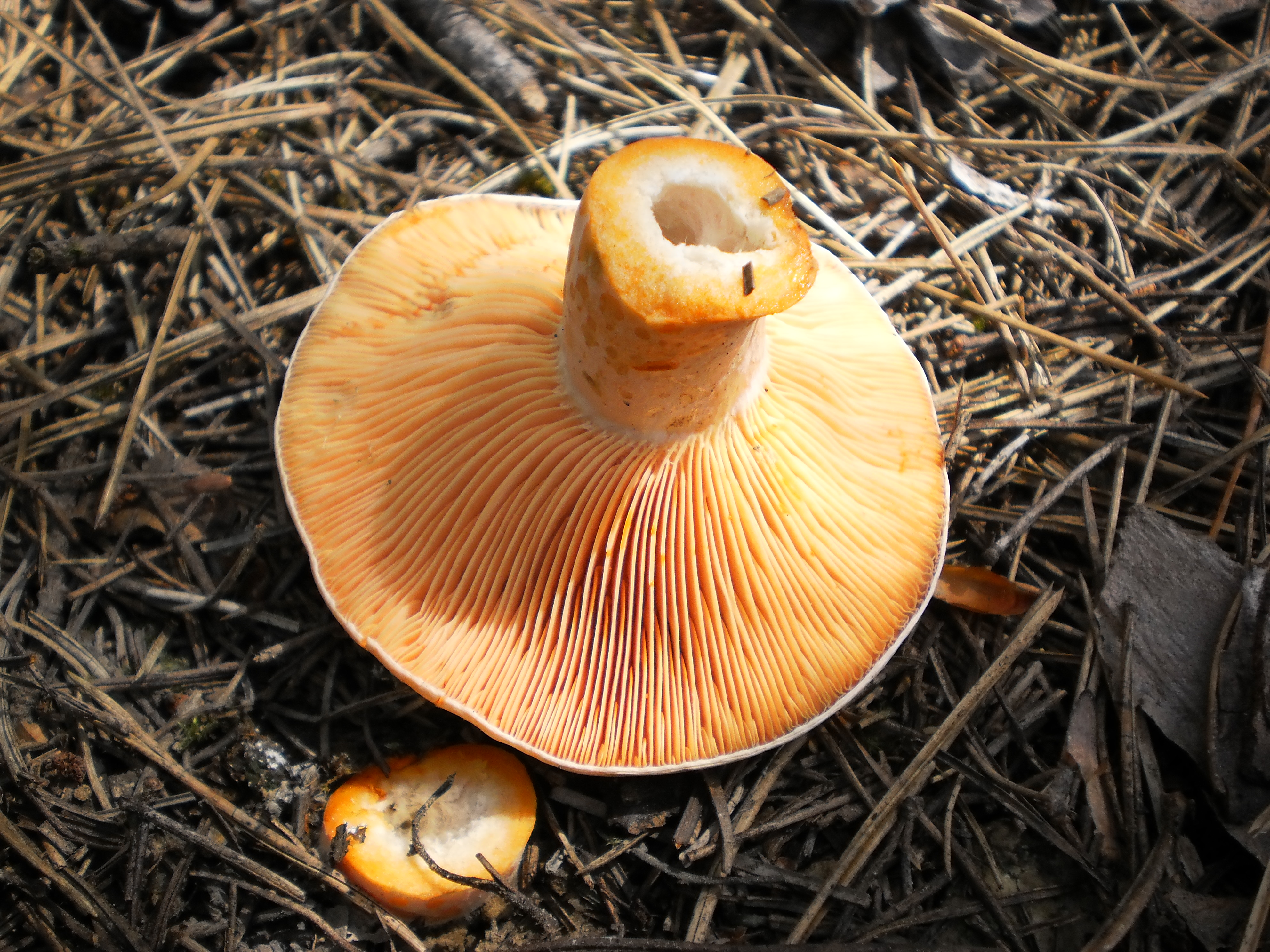
Lactaire délicieux (pinin).
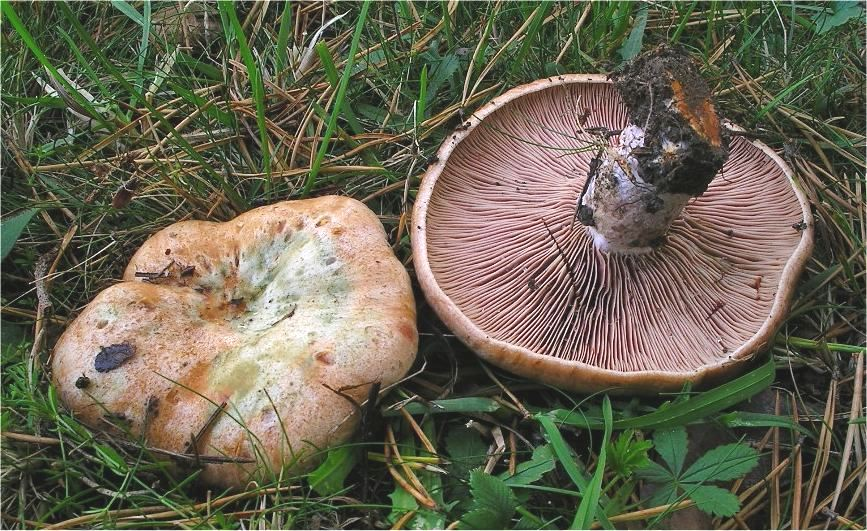
Lactaire sanguin (sanguin).
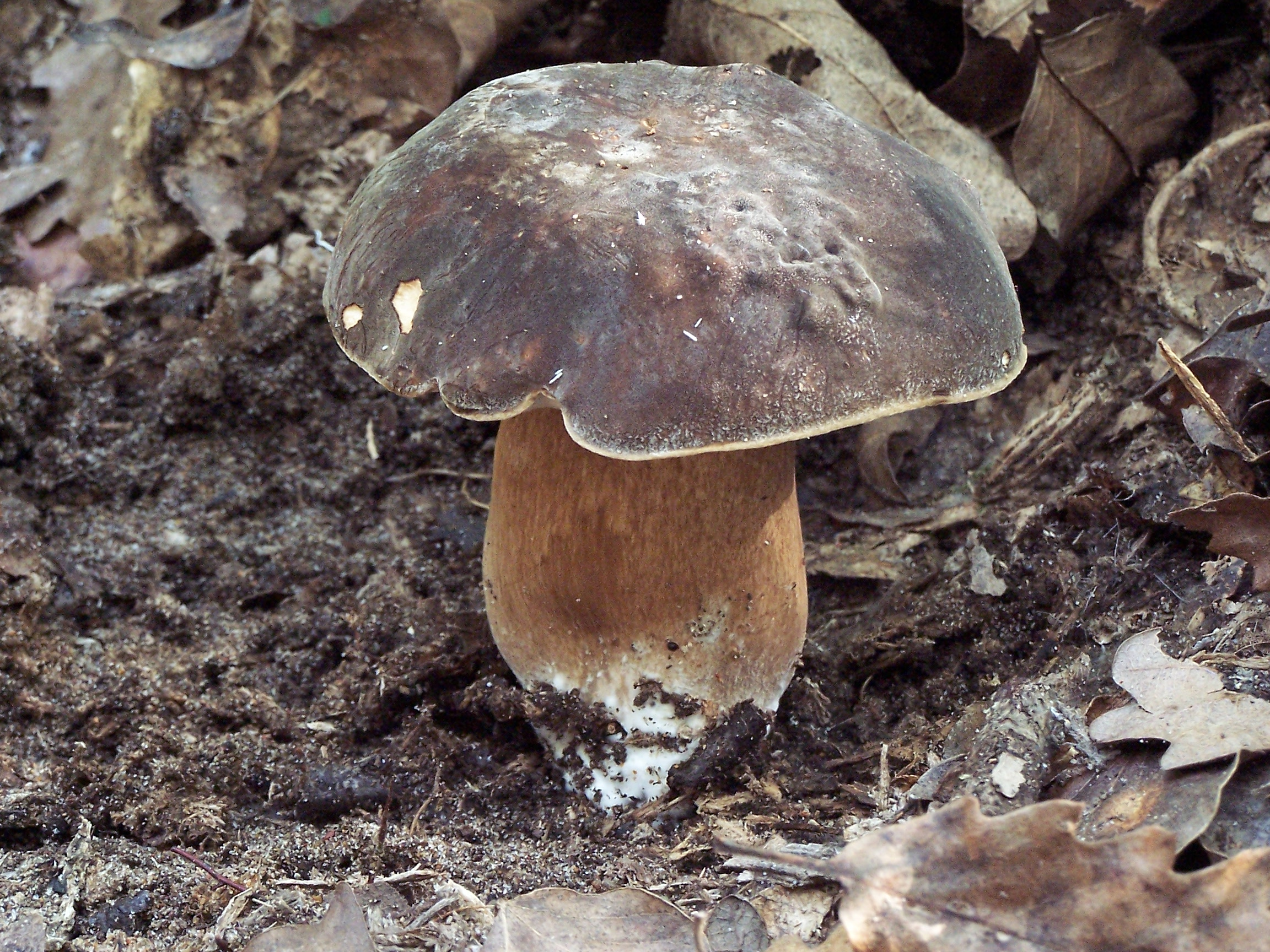
Bolet tête-de-nègre.
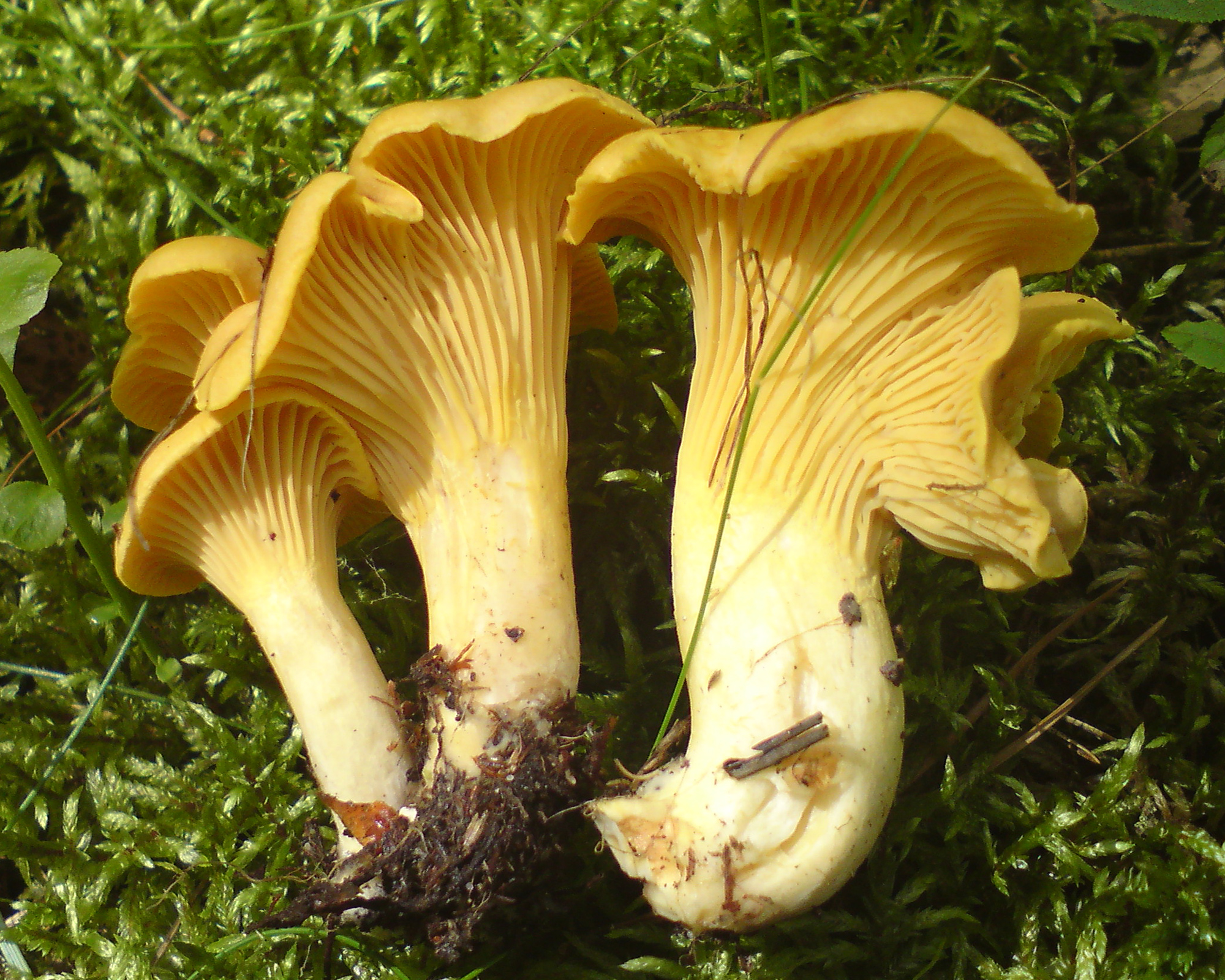
Chanterelle.
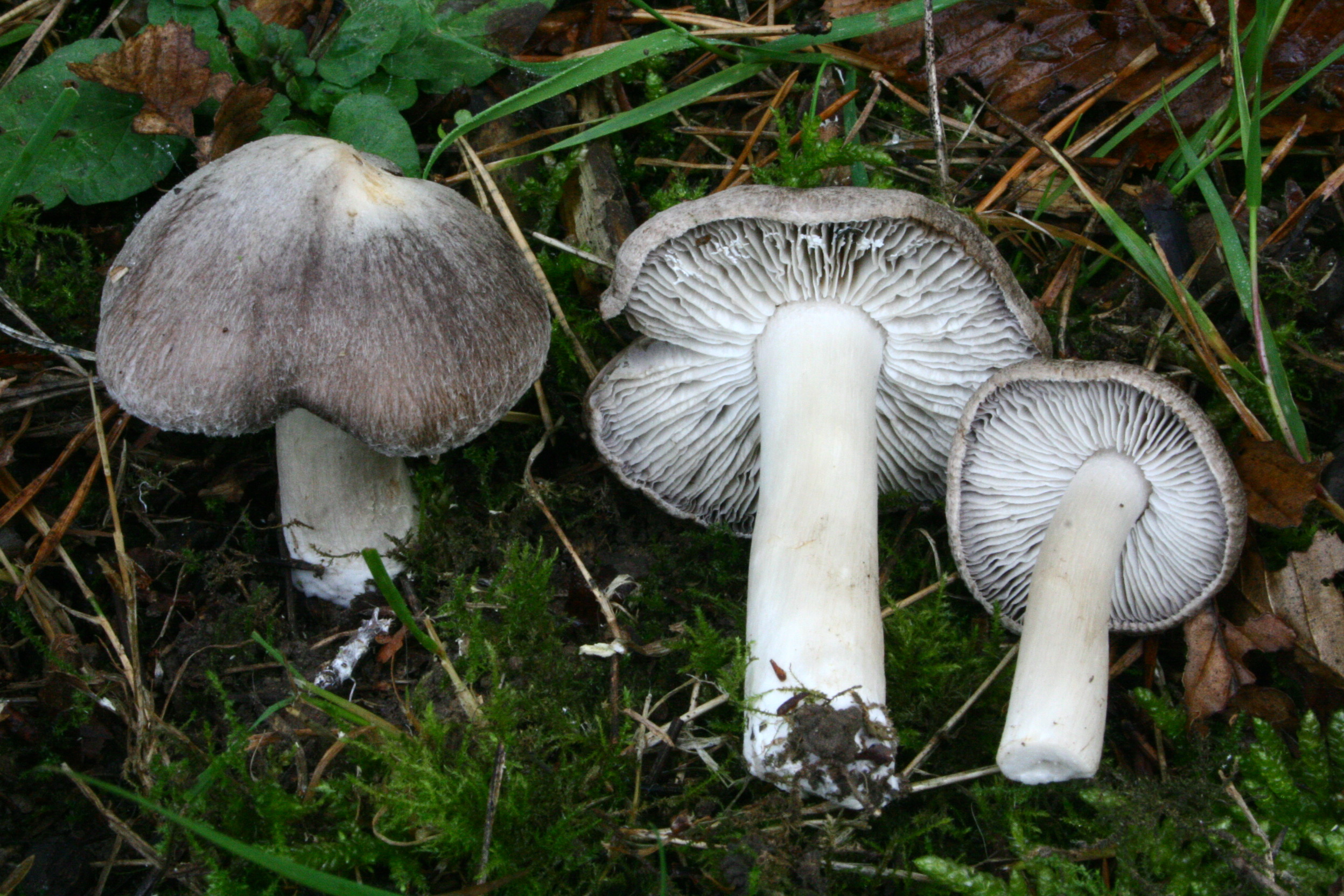
Grisets du Ventoux.

#### Faune
On trouve des insectes dont les plus caractéristiques sont le grand capricorne, le lucane cerf-volant et l'écaille chinée, des reptiles tels que la vipère aspic, venimeuse mais qui fuit au moindre bruit, et un batracien le pélodyte ponctué.
De nombreux oiseaux nichent sur plateau dont les pies grièches (pie-grièche à tête rousse, pie-grièche écorcheur, pie-grièche méridionale, pie-grièche à poitrine rose), les bruants (bruant fou, bruant ortolan, bruant proyer). S'y ajoutent des granivores (caille des blés, moineau soulcie), des insectivores (fauvette orphée, guêpier d'Europe, huppe fasciée, œdicnème criard, pic épeichette, râle des genêts, torcol fourmilier) et des espèces omnivores (cochevis huppé, bécasse des bois, outarde canepetière).
En plus de ces espèces, on retrouve nombre de rapaces diurnes prédateur de la faune locale d'une part, tels que le circaète Jean-le-blanc, le busard cendré, l'aigle royal, l'aigle botté, l'autour des palombes, le faucon hobereau et la bondrée apivore, ou nocturnes d'autre part, comme le petit-duc scops, le grand-duc d'Europe, la chouette chevêche et la chouette de Tengmalm,
Se rencontrent aussi fréquemment des grands et petits mammifères tels que le cerf élaphe, le sanglier, le renard, le lièvre et le lapin. Il est à signaler la présence de chauve souris, espèce prédatrice et nocturne (grand rhinolophe, petit rhinolophe, noctule de Leisler).

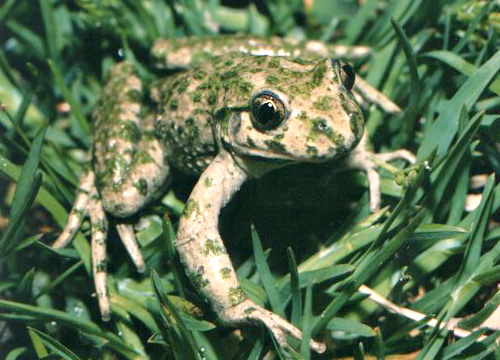
Pélodyte ponctué.
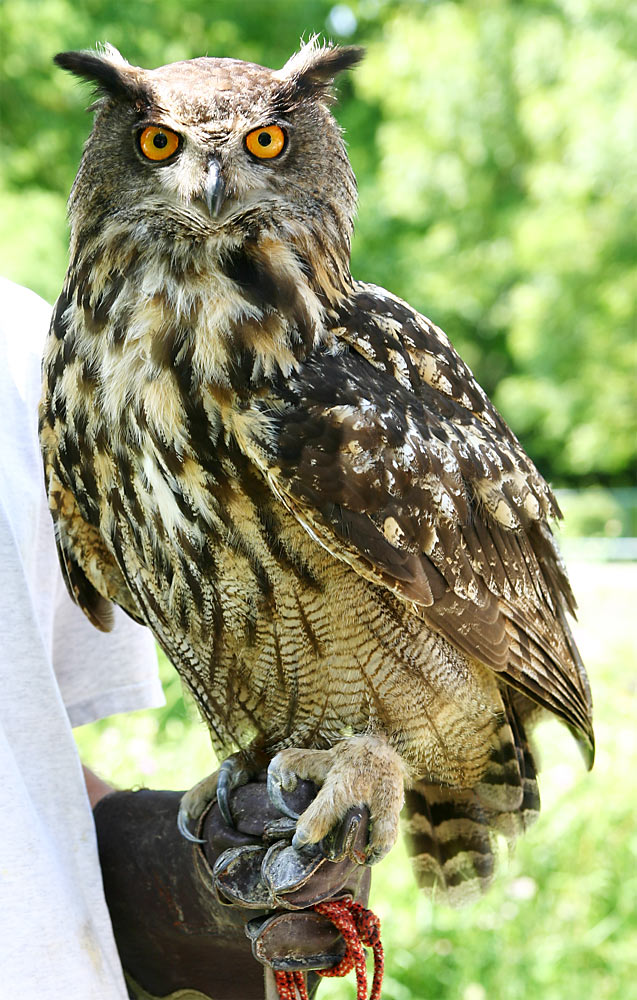
Grand-duc.

## Urbanisme

### Typologie
Au 1er janvier 2024, Ferrassières est catégorisée commune rurale à habitat très dispersé, selon la nouvelle grille communale de densité à 7 niveaux définie par l'Insee en 2022.
Elle est située hors unité urbaine et hors attraction des villes,.

### Occupation des sols
L'occupation des sols de la commune, telle qu'elle ressort de la base de données européenne d’occupation biophysique des sols Corine Land Cover (CLC), est marquée par l'importance des forêts et milieux semi-naturels (57,6 % en 2018), en diminution par rapport à 1990 (60,2 %). La répartition détaillée en 2018 est la suivante : forêts (45,9 %), terres arables (34,5 %), milieux à végétation arbustive et/ou herbacée (11,7 %), zones agricoles hétérogènes (6,5 %), prairies (0,9 %), cultures permanentes (0,6 %). L'évolution de l’occupation des sols de la commune et de ses infrastructures peut être observée sur les différentes représentations cartographiques du territoire : la carte de Cassini (XVIIIe siècle), la carte d'état-major (1820-1866) et les cartes ou photos aériennes de l'IGN pour la période actuelle (1950 à aujourd'hui).

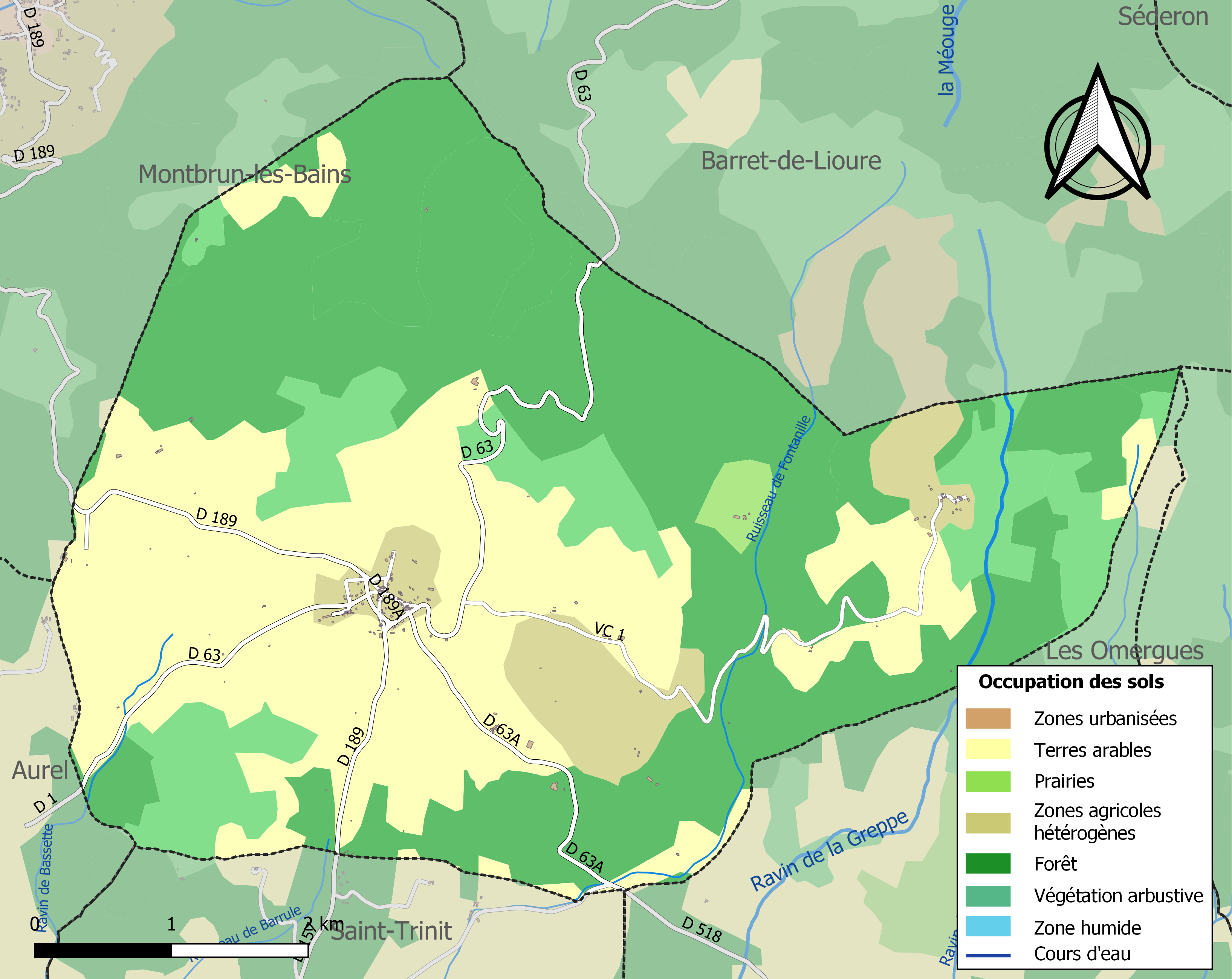
Carte des infrastructures et de l'occupation des sols de la commune en 2018 (CLC).

### Morphologie urbaine

#### Urbanisme intra-muros
Maison en hauteur

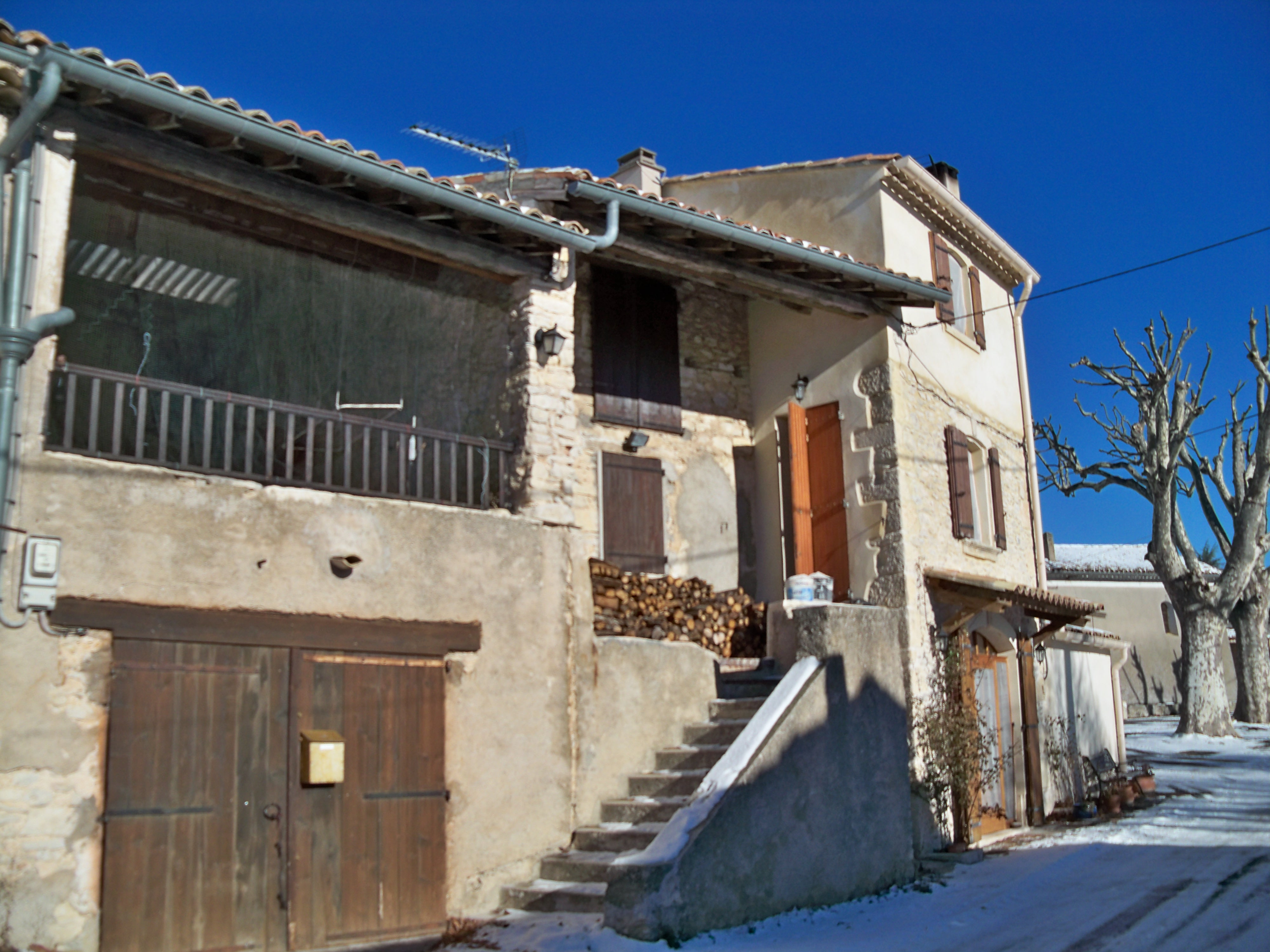
Maison en hauteur avec sa loggia, son calabert et son pontin.

Fernand Benoit explique que « son originalité consiste à placer les bêtes en bas, les hommes au-dessus ». Effectivement ce type d'habitation, qui se retrouve essentiellement dans un village, superpose sous un même toit, suivant une tradition méditerranéenne, le logement des humains à celui des bêtes. La maison en hauteur se subdivise en une étable-remise au rez-de-chaussée, un logement sur un ou deux étages, un grenier dans les combles. Elle était le type de maison réservée aux paysans villageois qui n'avaient que peu de bétail à loger, étant impossible dans un local aussi exigu de faire tenir des chevaux et un attelage.
Elle se retrouve aujourd'hui dans nombre de massifs montagneux de la Provence occidentale, dont les vallées ou plateaux alpins.
Ce type d'habitation, regroupant gens et bêtes dans un village, ne pouvait que rester figé, toute extension lui étant interdite sauf en hauteur. Leur architecture est donc caractéristique : une façade étroite à une ou deux fenêtres, et une élévation ne pouvant dépasser quatre à cinq étages, grenier compris avec sa poulie extérieure pour hisser le fourrage. Actuellement, les seules transformations possibles - ces maisons ayant perdu leur statut agricole - sont d'installer un garage au rez-de-chaussée et de créer de nouvelles chambres au grenier. Pour celles qui ont été restaurées avec goût, on accède toujours à l'étage d'habitation par un escalier accolé à la façade.
La présence de terrasse ou balcon était une constante. La terrasse servait, en priorité, au séchage des fruits et légumes suspendus à un fil de fer. Elle était appelée trihard quand elle accueillait une treille qui recouvrait une pergola rustique. Quand elle formait loggia, des colonnettes soutenant un auvent recouvert de tuiles, elle était nommée galarié ou souleriè.

#### Urbanisme extra-muros
Maison à terre

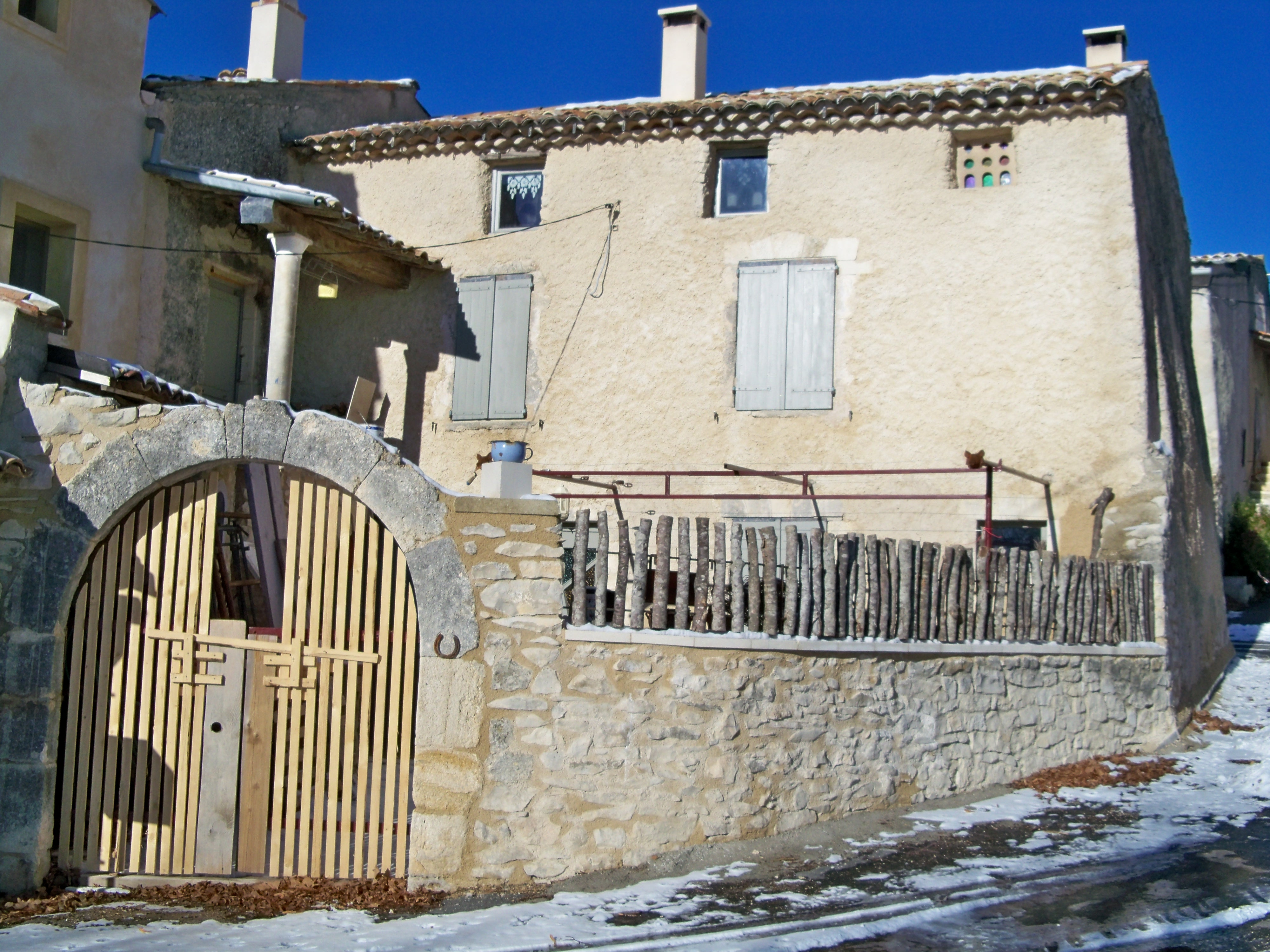
Maison en hauteur transformée en maison à terre avec adjonction du pigeonnier.

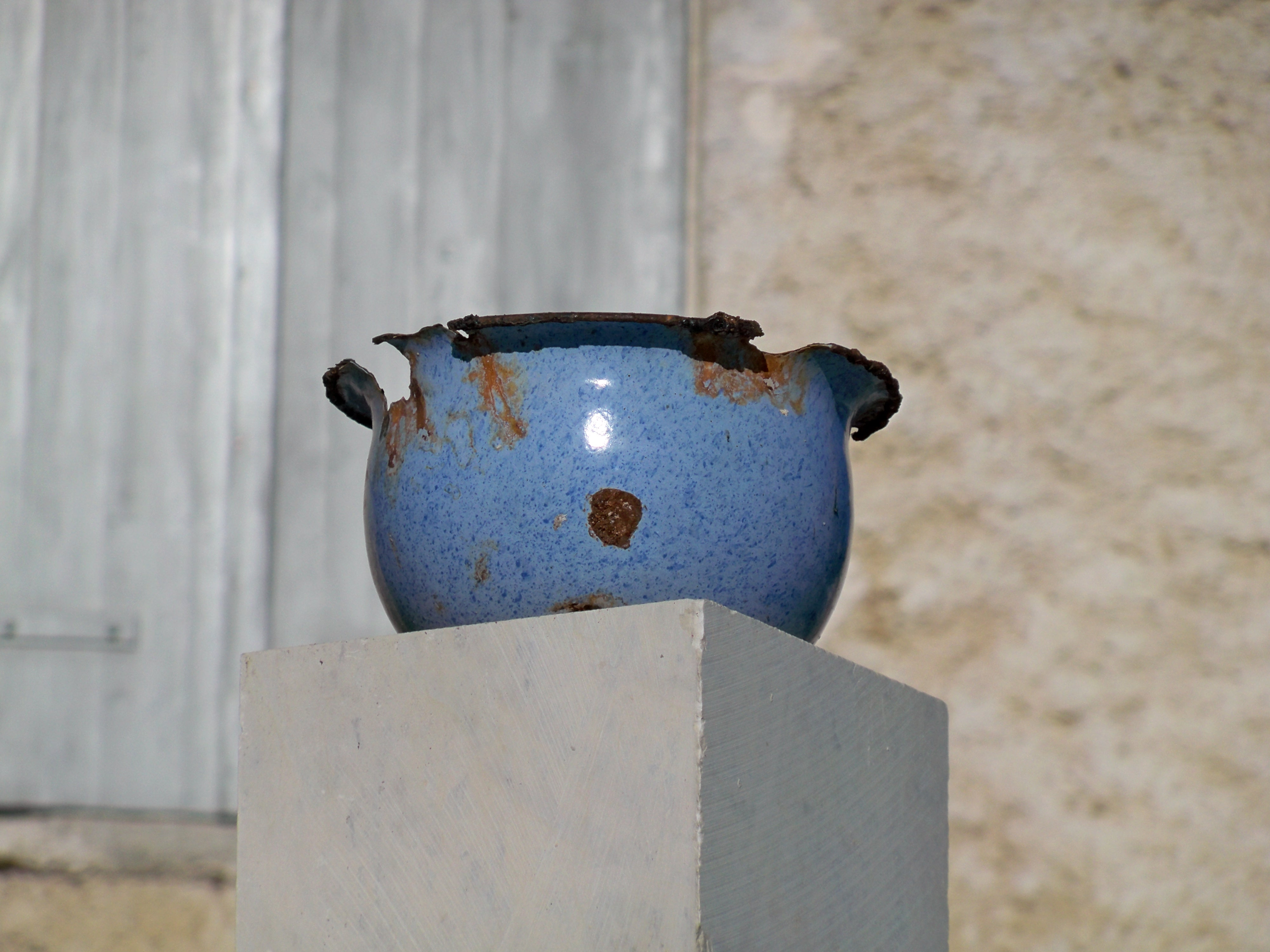
Les lieux d'aisance ont été installés, symboliquement le pot de chambre est exposé aux regards de tous.

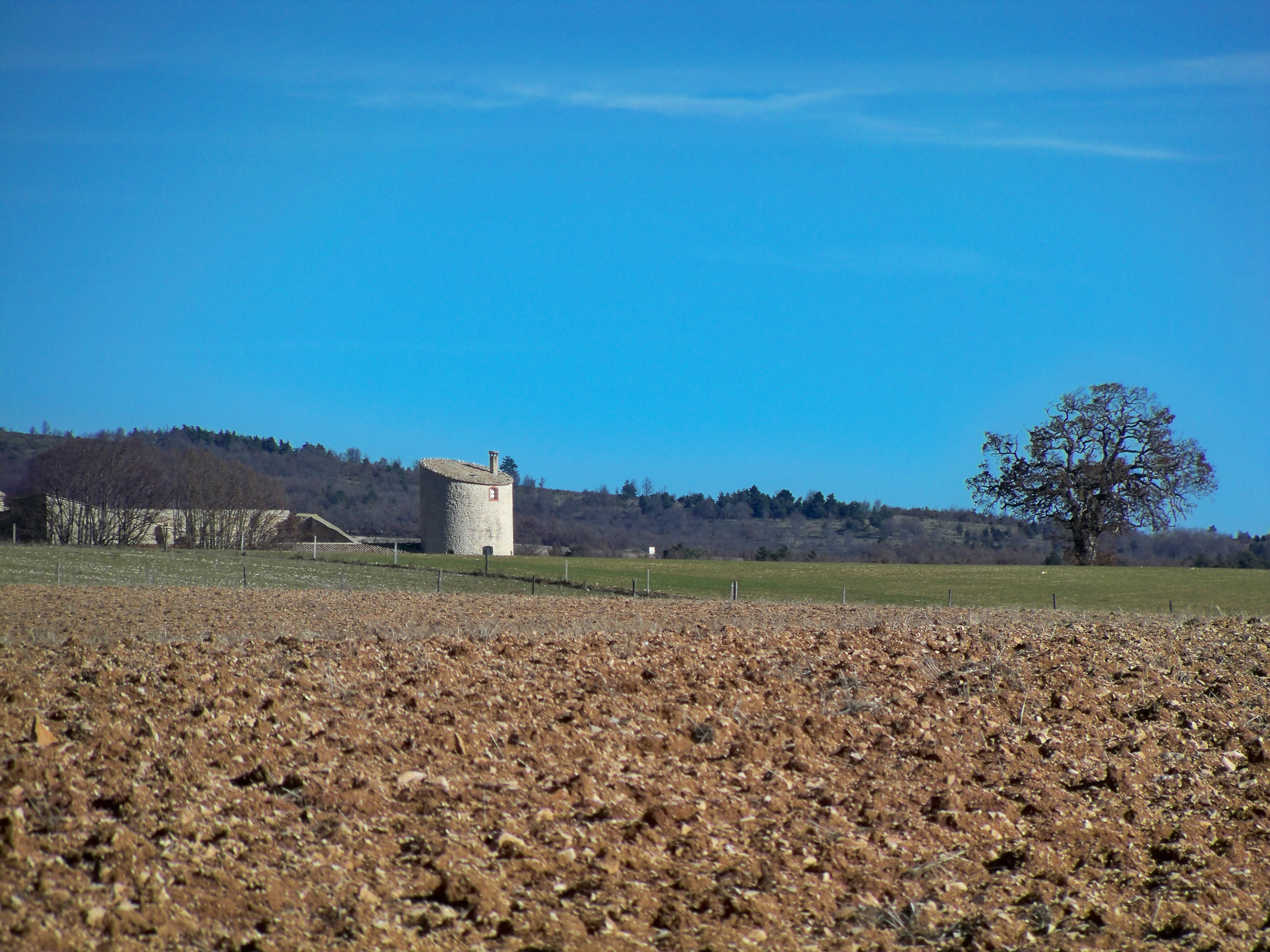
Pigeonnier isolé dans un champ.

Compartimenté dans le sens de la longueur, ce type de maison représente un stade d'évolution plus avancé que la « maison en hauteur ». C'est l'habitation traditionnelle des pays de « riche culture » ou qui l'on été (lavande).
Ce type de maison est divisé en deux parties très distinctes. Le rez-de-chaussée est occupé par une salle commune dans laquelle est intégrée la cuisine. Très souvent se trouve à l'arrière un cellier contenant la réserve de vin et une chambre. Un étroit couloir, qui permet d'accéder à l'étage, sépare cet ensemble de la seconde partie réservée aux bêtes. Celle-ci se compose, dans la plupart des cas, d'une remise qui peut servir d'écurie et d'une étable. L'étage est réservé aux chambres et au grenier à foin qui correspond par une trombe avec l'étable et l'écurie.
À cet ensemble, s'ajoutaient des annexes. Une des principales était le pigeonnier, mais la maison se prolongeait aussi d'une soue à cochons, d'une lapinière, d'un poulailler et d'une bergerie.
Alors qu'aucune maison en hauteur ne disposait de lieu d'aisance, même en ville, la maison à terre permet d'installer ces « lieux » à l'extérieur de l'habitation. Jusqu'au milieu du XXe siècle, c'était un simple abri en planches recouvert de roseaux (canisse) dont l'évacuation se faisait directement sur la fosse à purin ou sur le fumier.
La construction d'un tel ensemble étant étalée dans le temps, il n'y avait aucune conception architecturale préétablie. Chaque propriétaire agissait selon ses nécessités et dans l'ordre de ses priorités. Ce qui permet de voir aujourd'hui l'hétérogénéité de chaque ensemble où les toitures de chaque bâtiments se chevauchent généralement en dégradé.
Chaque maison se personnalisait aussi par son aménagement extérieur. Il y avait pourtant deux constantes. La première était la nécessité d'une treille toujours installée pour protéger l'entrée. Son feuillage filtrait les rayons de soleil l'été, et dès l'automne la chute des feuilles permettait une plus grande luminosité dans la salle commune. La seconde était le puits toujours situé à proximité. Il était soit recouvert d'une construction de pierres sèches en encorbellement qui se fermait par une porte de bois, soit surmonté par deux piliers soutenant un linteau où était accrochée une poulie permettant de faire descendre un seau. L'approvisionnement en eau était très souvent complété par une citerne qui recueillait les eaux de pluie de la toiture.
Le pigeonnier devint, après la Révolution la partie emblématique de ce type d'habitat puisque sa construction signifiait la fin des droits seigneuriaux, celui-ci étant jusqu'alors réservé aux seules maisons nobles. Il était soit directement accolé à la maison mais aussi indépendant d'elle. Toujours de dimension considérable, puisqu'il était censé ennoblir l'habitat, il s'élevait sur deux étages, le dernier étant seul réservé aux pigeons. Pour protéger ceux-ci d'une invasion de rongeurs, son accès était toujours protégé par un revêtement de carreaux vernissés qui les empêchait d'accéder à l'intérieur.
Hameau
Le seul hameau de la commune, les Hautes Ferrassières, se trouve à la limite des cultures à 1150 mètres d'altitude. Entouré de clapas (amoncellement de pierres retirées des champs et déposées sur leur bordure pour permettre la culture), il est composé de quelques maisons et d'un cimetière. Sa chapelle a été démolie au XIXe siècle.

#### Quartiers, hameaux et lieux-dits
Site Géoportail (carte IGN) :
- Boudriès
- Carle et Lavent
- Cascaret
- Chanal
- Château de la Gabelle
- Clos de Masse
- Clos l'Évêque
- Combe Chaude
- Deros
- Derrière l'Enclos
- Grand Clos
- Grande Terre
- la Canquelle
- Larnas
- le Cantonnier
- l'Enclos
- le Peyragoux
- le Plan
- le Plan
- les Combes
- les Hautes Ferrassières
- l'Homme Mort
- Lioure
- Maison Morard
- Micherons
- Moret
- Nogeirons
- Puits Étroit
- Puits Menier
- Souchière
- Tranche-Mules
- Vergolier

### Voies de communication et transports
La commune est un carrefour routier où convergent les routes départementales venant de Montbrun, Sault, Saint-Trinit, Revest-du-Bion et Séderon.
La route départementale 63 traverse la commune par le bourg sur un axe sud-sud-ouest/nord-nord-est et les routes départementales 63a (depuis le sud-est), 157 (depuis le sud) et enfin 189 (depuis l'ouest) convergent toutes au niveau du bourg.

### Risques naturels et technologiques

#### Risques sismiques
La sismicité sur le territoire de la commune est négligeable mais non nulle.

## Toponymie

### Attestations
La forme la plus ancienne est Ferraciera, attestée en 1080.
Dictionnaire topographique du département de la Drôme :
- 1320 : castrum Ferrasserii (inventaire de Baux, 1029).
- (non daté) : mention du hameau de Ferrassières-de-Barret : Les Pascaux ou Ferrassières de Barret (plan cadastral).
- (non daté) : mention du hameau de Ferrassières-de-Barret : Les Hautes-Ferrassières (Lacroix : L'arrondissement de Nyons, 318).
- 1891 : Ferrassières, commune du canton de Séderon.

### Étymologie
Ce toponyme est issu du latin *ferracea (qui a donné ferrasso en provençal) auquel a été ajouté le suffixe -aria, indiquant que sur ce lieu se trouvaient des forges.

## Histoire

### Antiquité: les Gallo-romains
Les seuls vestiges de cette période ont été retrouvés au col de l'Aye à 1 020 mètres d'altitude. À l'intérieur d'une enceinte en pierre sèche, ont été prélevés de nombreux débris de poterie et des fragments de tuiles. Ce site a été identifié comme un oppidum qui fut occupé de la basse époque gallo-romaine jusqu'au haut Moyen Âge.

### Du Moyen Âge à la Révolution
Naissance du village au XIIIe siècle dans les forêts abandonnées aux vassaux des Agoult.
La seigneurie :
- Au point de vue féodal, la terre (ou seigneurie) appartenait aux Agoult de Sault.
- 1248 : elle est acquise par les Mévouillon.
- 1287 : cédée aux Baux de Brantes.
- 1354 : cédée aux dauphins.
- 1362 : passe aux Dupuy-Montbrun.
- 1707 : cédée aux Vaulserre-des-Adrets, derniers seigneurs.

Aux XIe et XIIe siècles, l'abbaye Saint-André de Villeneuve-lès-Avignon possédait l'église paroissiale, dont elle percevait les revenus. Celle-ci avait été donnée aux bénédictins par Ripert de Mévouillon en 1087.
En 1287, la seigneurie de Ferrassières est l'un des fiefs de Raymond de Mévouillon. Le 26 juillet 1320, Agoult des Baux, reconnait tenir ce fief en indivis avec Raymond d'Agoult, seigneur de Sault.
Le 8 janvier 1355, son fils, Bertrand II des Baux « en reconnaissance des faveurs accordées à sa famille » par les Valois cède au dauphin Charles, futur Charles VI, son fief de Ferrassières, ne gardant pour lui que les seigneuries de Brantes et de Plaisians.

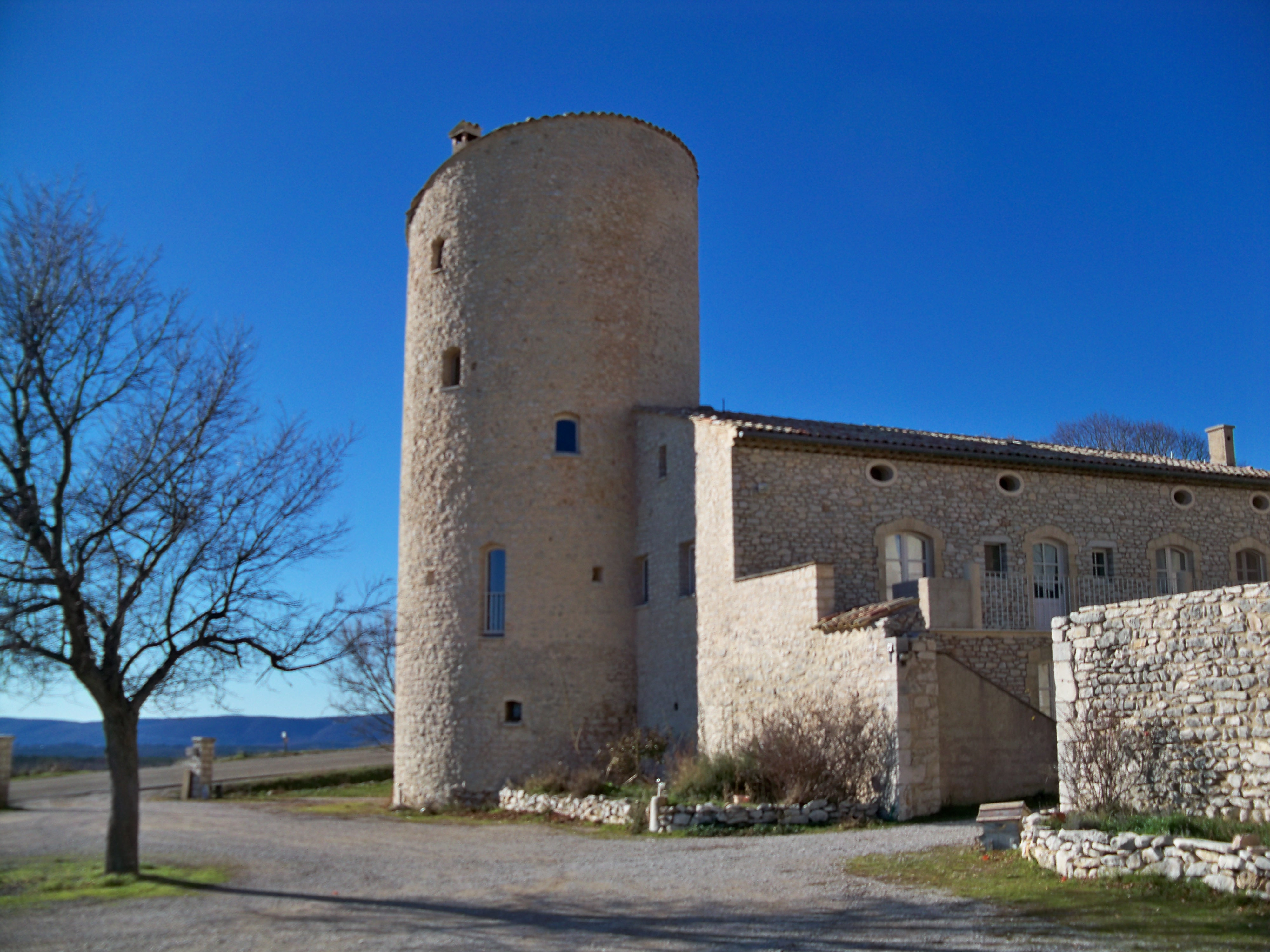
Château de la Gabelle.

Charles Dupuy-Montbrun (1530-1575), dit « le brave Montbrun », dont le château à Montbrun avait été démantelé en 1560 sur ordre royal, fait construire celui de la Gabelle. Son emplacement était idéal pour le chef huguenot qui pouvait ainsi pénétrer dans les Baronnies ou descendre attaquer le Comtat Venaissin et la Provence. Il y aurait réuni jusqu'à 1 500 arquebusiers.
Son fils et héritier, Jean Alleman Dupuy-Montbrun (1568-1634), fut seigneur de Montbrun et de Ferrassières, conseiller d'État et général de la cavalerie protestante en Languedoc. En 1591, il épouse Lucrèce de La-Tour-du-Pin-Gouvernet, fille de René et d'Isabeau de Montauban. Leur second fils, Jean, fut comte de Ferrassières, et leur petite-fille, Espérance, qui porta le nom de Dupuy-Montbrun-Ferrassières, comtesse.
Avant 1790, Ferrassières était une paroisse du ressort du parlement et de l'intendance d'Aix, viguerie et recette d'Apt, appartenant pour le spirituel au diocèse de Sisteron et dont l'église, sous le vocable de Saint-Julien, dépendait de l'abbaye de Saint-André-de-Villeneuve-lès-Avignon qui y prenait la dîme et présentait à la cure.
Avant 1790, le hameau de Ferrassières-de-Barret était le chef-lieu d'une vicairie annexe de la paroisse de Ferrassières, dont l'église était sous le vocable du Bon-Pasteur.

### De la Révolution à nos jours
Comprise en 1790 dans le canton de Montbrun, cette commune fait partie du canton de Séderon depuis la réorganisation de l'an VIII (1799-1800).

#### La base de lancement de missiles nucléaires

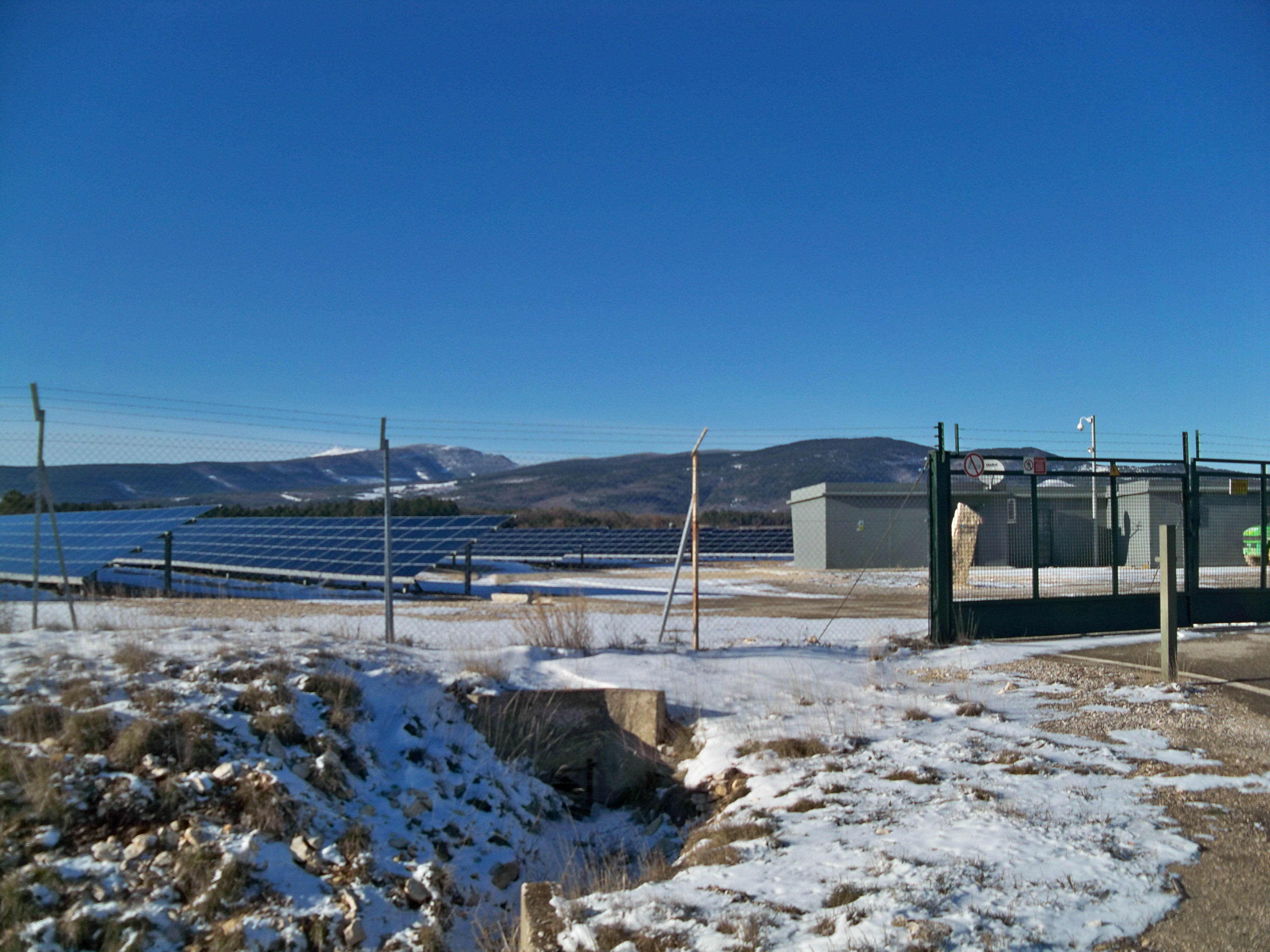
Zone de lancement (ZL 2-9) transformée en parc à panneaux photo-voltaïque.

Le 1er GMS du plateau d'Albion avait installé trois zones de lancement de missiles sur la commune :
- Tout d'abord, la ZL 2-9, située à 1 100 mètres d'altitude. Elle a été délaissée lors de la suppression du groupement stratégique et a servi de hangar agricole (stockage de fumier et de bois). Actuellement, elle a été transformée en parc de panneaux solaires.
- De part et d'autre du village, la ZL 2.1 est située dans un champ que jouxte la D 189, et la ZL 2.8 est située à la Gabelle, près de la D 518. Le site de la première a été lui aussi utilisé pour des panneaux solaires en 2010[38],[39].

## Politique et administration

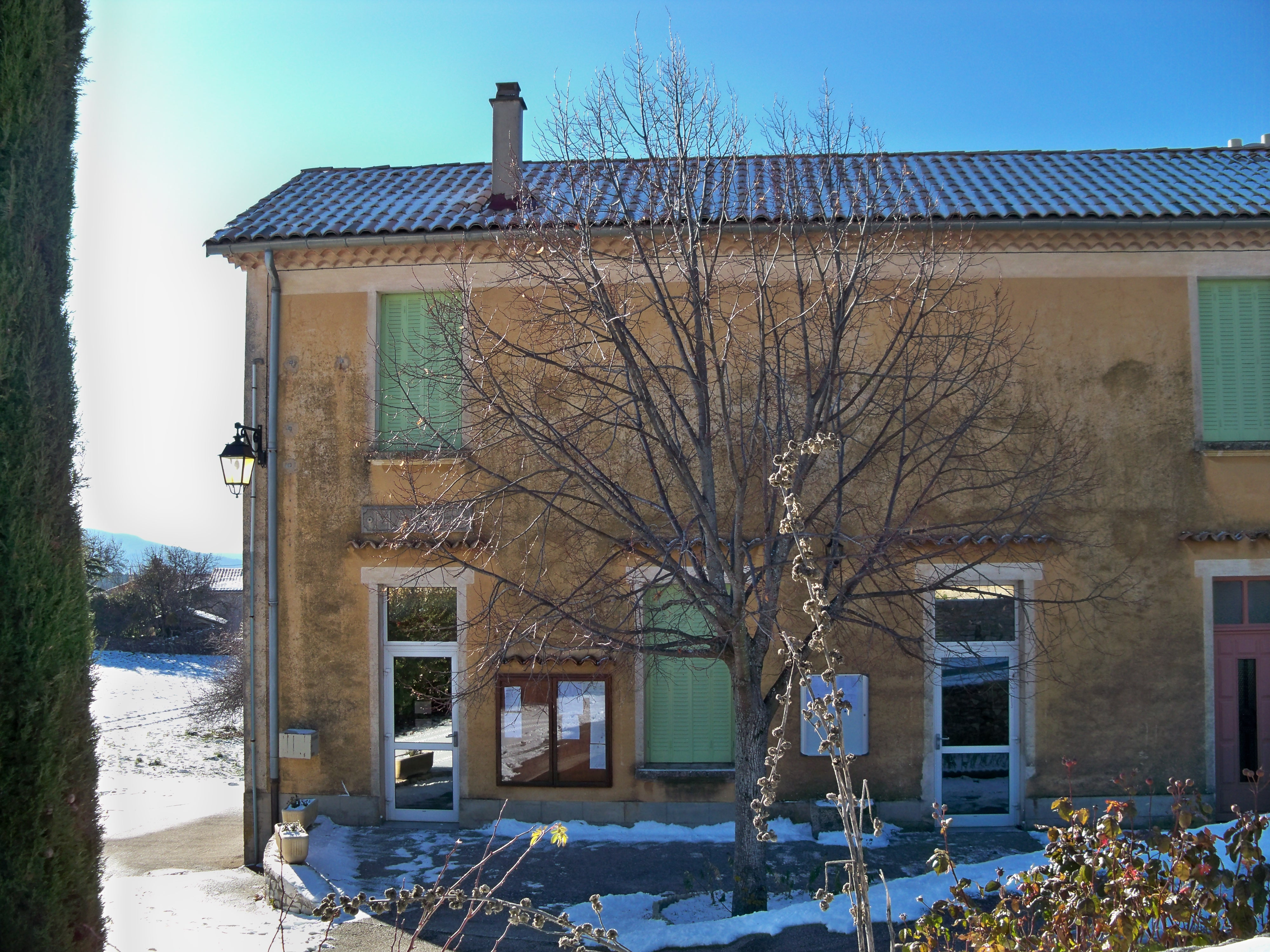
Mairie.

### Liste des maires
| Période                                                                      | Période                        | Identité                              | Étiquette | Qualité       |
| ---------------------------------------------------------------------------- | ------------------------------ | ------------------------------------- | --------- | ------------- |
| Les données manquantes sont à compléter. : de la Révolution au Second Empire |                                |                                       |           |               |
| 1790                                                                         | 1871                           | ?                                     |           |               |
| Les données manquantes sont à compléter. : depuis la fin du Second Empire    |                                |                                       |           |               |
| 1871                                                                         | 1874                           | ?                                     |           |               |
| 1874                                                                         | 1878                           | ?                                     |           |               |
| 1878                                                                         | 1884                           | ?                                     |           |               |
| 1884                                                                         | 1888                           | ?                                     |           |               |
| 1888                                                                         | 1892                           | ?                                     |           |               |
| 1892                                                                         | 1896                           | ?                                     |           |               |
| 1896                                                                         | 1900                           | ?                                     |           |               |
| 1900                                                                         | 1904                           | ?                                     |           |               |
| 1904                                                                         | 1908                           | ?                                     |           |               |
| 1908                                                                         | 1912                           | ?                                     |           |               |
| 1912                                                                         | 1919                           | ?                                     |           |               |
| 1919                                                                         | 1925                           | ?                                     |           |               |
| 1925                                                                         | 1929                           | ?                                     |           |               |
| 1929                                                                         | 1935                           | ?                                     |           |               |
| 1935                                                                         | 1945                           | ?                                     |           |               |
| 1945                                                                         | 1947                           | ?                                     |           |               |
| 1947                                                                         | 1953                           | ?                                     |           |               |
| 1953                                                                         | 1959                           | ?                                     |           |               |
| 1959                                                                         | 1965                           | ?                                     |           |               |
| 1965                                                                         | 1971                           | ?                                     |           |               |
| 1971                                                                         | 1977                           | ?                                     |           |               |
| 1977                                                                         | 1983                           | ?                                     |           |               |
| 1983                                                                         | 1989                           | ?                                     |           |               |
| 1989                                                                         | 1995                           | ?                                     |           |               |
| 1995                                                                         | 2001                           | ?                                     |           |               |
| 2001                                                                         | 2008                           | ?                                     |           |               |
| 2008                                                                         | 2014                           | Gaby Moulard                          |           |               |
| 2014                                                                         | 2020                           | Jean-Pierre Busi                      | DVD       | agriculteur   |
| 2020                                                                         | En cours (au 13 décembre 2021) | Jean-Pierre Busi[source insuffisante] |           | maire sortant |

### Rattachements administratifs et électoraux
Pour les élections législatives, avant mars 2015, la commune faisait partie du Canton de Séderon. Depuis, elle fait partie de la Troisième circonscription de la Drôme.

### Politique environnementale
La collecte et traitement des déchets des ménages et déchets assimilés se font à la déchetterie de Sault.

### Finances locales
| Taxe                                        | Part communale | Part intercommunale | Part départementale | Part régionale |
| ------------------------------------------- | -------------- | ------------------- | ------------------- | -------------- |
| Taxe d'habitation                           | 7,18 %         | 0,00 %              | 7,65 %              | 0,00 %         |
| Taxe foncière sur les propriétés bâties     | 5,79 %         | 0,00 %              | 11,35 %             | 2,12 %         |
| Taxe foncière sur les propriétés non bâties | 78,95 %        | 0,00 %              | 41,63 %             | 5,28 %         |
| Taxe professionnelle                        | 18,51 %        | 0,00 %              | 10,33 %             | 2,49 %         |

La part régionale de la taxe d'habitation n'est pas applicable.
La taxe professionnelle est remplacée en 2010 par la cotisation foncière des entreprises (CFE) portant sur la valeur locative des biens immobiliers et par la contribution sur la valeur ajoutée des entreprises (CVAE) (les deux formant la contribution économique territoriale (CET) qui est un impôt local instauré par la loi de finances pour 2010).
Voir aussi la page suivante (finances locales de Ferrassières de 2000 à 2018).

## Équipements et services publics

### Enseignement
Il n'y a pas d'établissement scolaire sur la commune ; les enfants sont scolarisés à Sault.

### Santé
Les services médicaux et para-médicaux les plus proches se trouvent à Montbrun-les-Bains.

## Population et société

### Démographie
Le recensement de 1826, qui ne serait qu'une réactualisation de celui de 1821, n'a pas été retenu.

Le recensement de 1871 a été, pour cause de guerre, repoussé à l'année 1872.

Le recensement de 1941, réalisé selon des instructions différentes, ne peut être qualifié de recensement général, et n'a donné lieu à aucune publication officielle.

Les résultats provisoires du recensement par sondage annuel réalisé en 2004, 2005 et 2006 selon les communes sont tous, par convention, affichés à 2006.

L'évolution du nombre d'habitants est connue à travers les recensements de la population effectués dans la commune depuis 1793. Pour les communes de moins de 10 000 habitants, une enquête de recensement portant sur toute la population est réalisée tous les cinq ans, les populations de référence des années intermédiaires étant quant à elles estimées par interpolation ou extrapolation. Pour la commune, le premier recensement exhaustif entrant dans le cadre du nouveau dispositif a été réalisé en 2005.

En 2022, la commune comptait 123 habitants, en évolution de −4,65 % par rapport à 2016 (Drôme : +2,64 %, France hors Mayotte : +2,11 %).
| 1793 | 1800 | 1806 | 1821 | 1831 | 1836 | 1841 | 1846 | 1851 |
| ---- | ---- | ---- | ---- | ---- | ---- | ---- | ---- | ---- |
| 308  | 317  | 333  | 401  | 480  | 441  | 433  | 412  | 373  |

| 1856 | 1861 | 1866 | 1872 | 1876 | 1881 | 1886 | 1891 | 1896 |
| ---- | ---- | ---- | ---- | ---- | ---- | ---- | ---- | ---- |
| 411  | 401  | 381  | 320  | 351  | 354  | 339  | 312  | 309  |

| 1901 | 1906 | 1911 | 1921 | 1926 | 1931 | 1936 | 1946 | 1954 |
| ---- | ---- | ---- | ---- | ---- | ---- | ---- | ---- | ---- |
| 245  | 246  | 222  | 182  | 157  | 159  | 127  | 139  | 112  |

| 1962 | 1968 | 1975 | 1982 | 1990 | 1999 | 2005 | 2006 | 2010 |
| ---- | ---- | ---- | ---- | ---- | ---- | ---- | ---- | ---- |
| 118  | 109  | 118  | 124  | 106  | 113  | 114  | 118  | 118  |

| 2015 | 2020 | 2022 | - | - | - | - | - | - |
| ---- | ---- | ---- | - | - | - | - | - | - |
| 116  | 122  | 123  | - | - | - | - | - | - |

### Manifestations culturelles et festivités
- Fête : dimanche suivant le 28 août[13].

### Cultes
L'église catholique Saint-Julien-de-Brioude, ancien siège de la paroisse de Ferrassières, fait maintenant partie du regroupement paroissial du sud de la Drôme dénommé Saint-Joseph-des-Baronnies.
Les lieux de culte les plus proches se trouvent à Sault, Monieux et Banon.

## Économie

### Agriculture

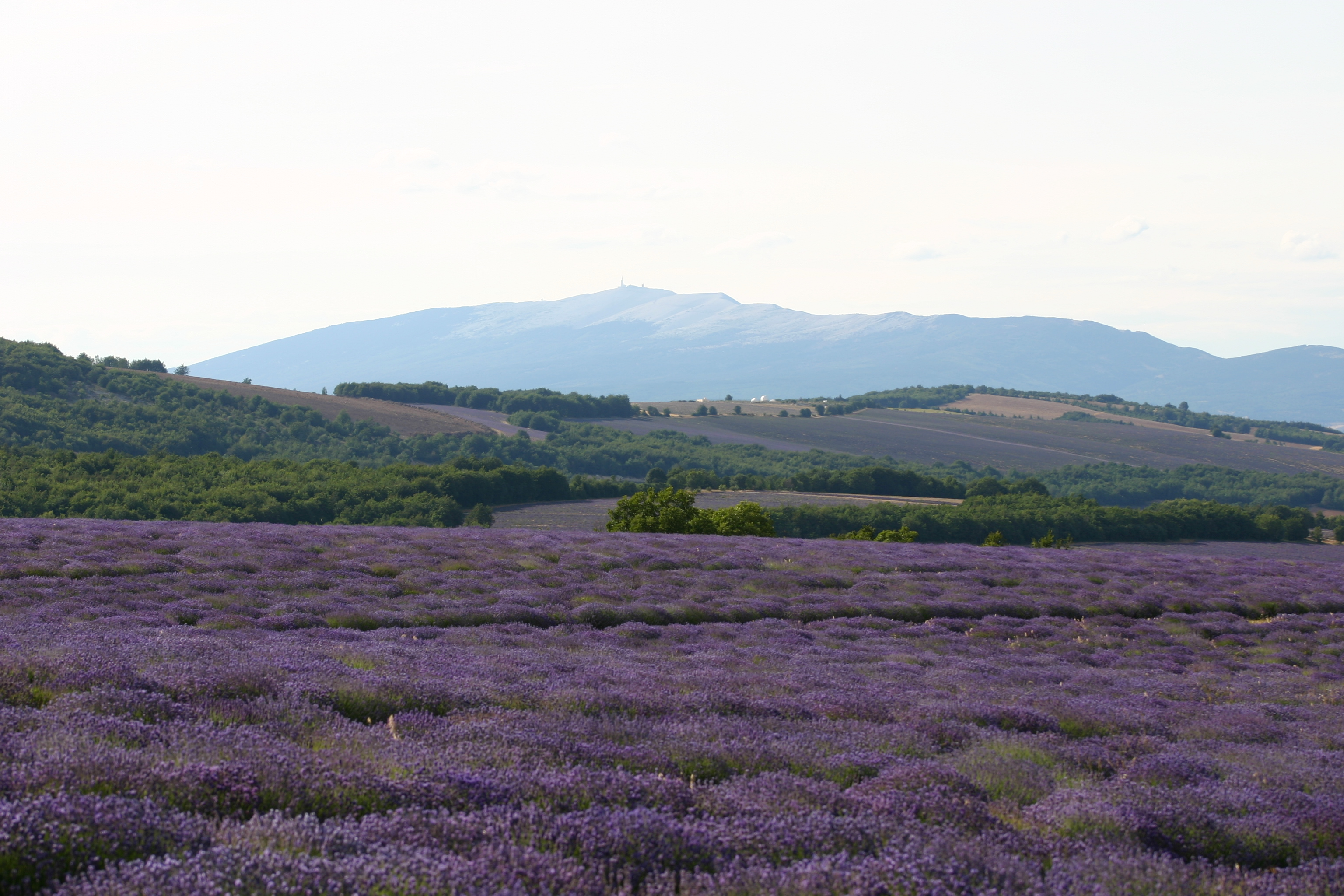
Champ de lavande sur le plateau d'Albion.

En 1992 : lavande (essence de lavande), tilleul, ovins.
La commune est essentiellement tournée vers l'agriculture : lavande, épeautre et autres céréales, élevage caprin, apiculture. La fête de la lavande, qui se déroule chaque année, est plus professionnelle que touristique, elle marque le début de la récolte sur le plateau d'Albion.

### Tourisme
Le tourisme (camping vert, randonnée, VTT, spéléologie, route de la lavande) est soutenue par une capacité d'accueil de 35 places offerts par les six gîtes ruraux de la commune.

## Culture locale et patrimoine

### Lieux et monuments
- Le château médiéval, ruiné depuis 1330, ne fut jamais reconstruit. Il se situait sur l'emplacement de l'actuel cimetière où l'on met encore au jour quelques débris et vestiges[31].
- Château du Plan, sur la route menant à Montbrun, près duquel se trouve l'une des rares sources du plateau[réf. nécessaire].
- Château de la Gabelle, sur la route de Revest-du-Bion. Cette imposante bâtisse, protégé au titre des monuments historiques de France était une maison forte du XVIe siècle avec une tour-colombier. Son emplacement stratégique  entre Provence et Dauphiné lui valut d'être le centre de nombreuses opérations militaires. Dévasté puis reconstruit, en 1561, par Charles Dupuy-Montbrun, il devient, au XVIIIe siècle, propriété de la famille Valserre des Adrets qui s'en sépare au milieu du XIXe siècle. Trois de ses tours durent être abattues pour vétusté au cours du XXe siècle[34].

Linteau gravé.
Propriété de la famille Blanc depuis 1838, le château renaît, devenant à la fois maison d'hôtes et ferme biologique, porté par de nouvelles générations désireuses de restaurer ce patrimoine et de faire subsister la tradition lavandicole.
- Église Saint-Julien de Brioude. D'inspiration romane, elle a été construite en 1678 et sa porte date de 1771[56].
- Fontaine-oratoire, sur la petite place jouxtant la partie droite de la nef de l'église paroissiale. Elle est surmontée d'une statue bariolée de Jeanne d'Arc. Elle fut inaugurée devant une foule considérable en 1896[56].
- Les Bories, cabanes de pierre sèche qui permettait aux troupeaux d'estiver dans les alpages. Il sert d'habitat sur place de « type élémentaire » pour le berger. Suivant le lieu, il prend l'aspect d'un jas en pierre sèche. Ce refuge servait à la fois d'abri et de laiterie[57].

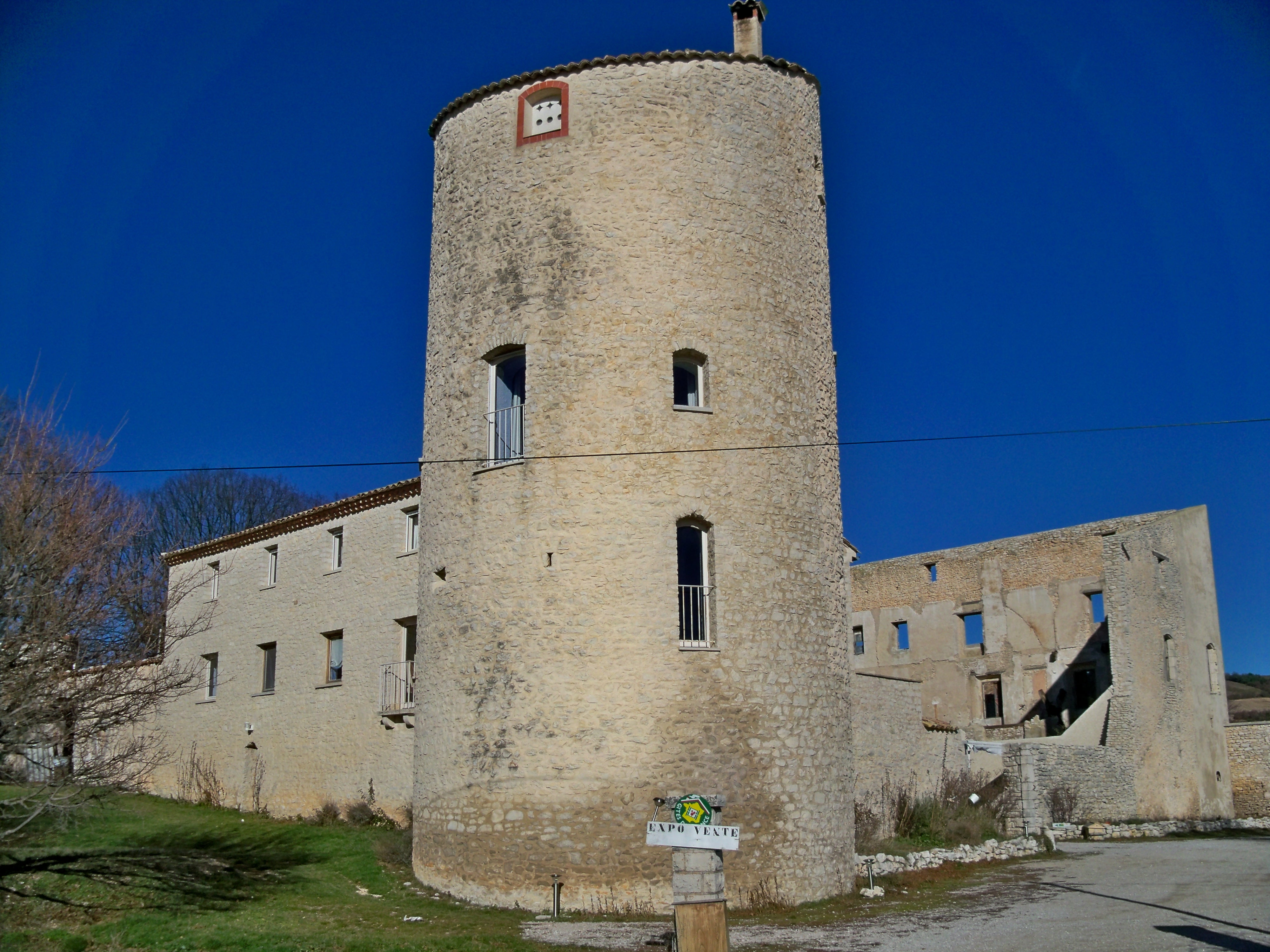
Château de la Gabelle et sa tour-colombier.
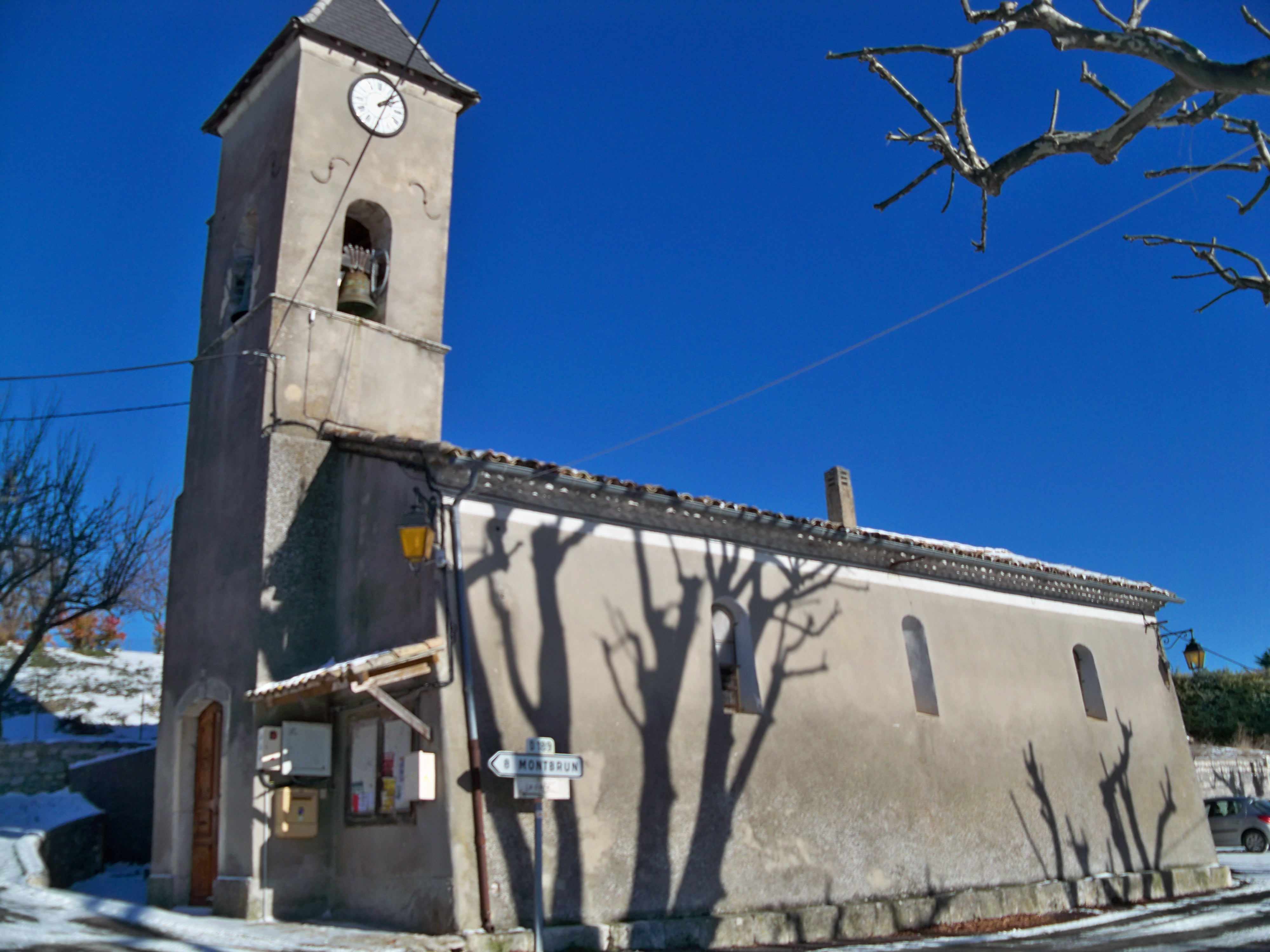
Église paroissiale Saint-Julien-de-Brioude.
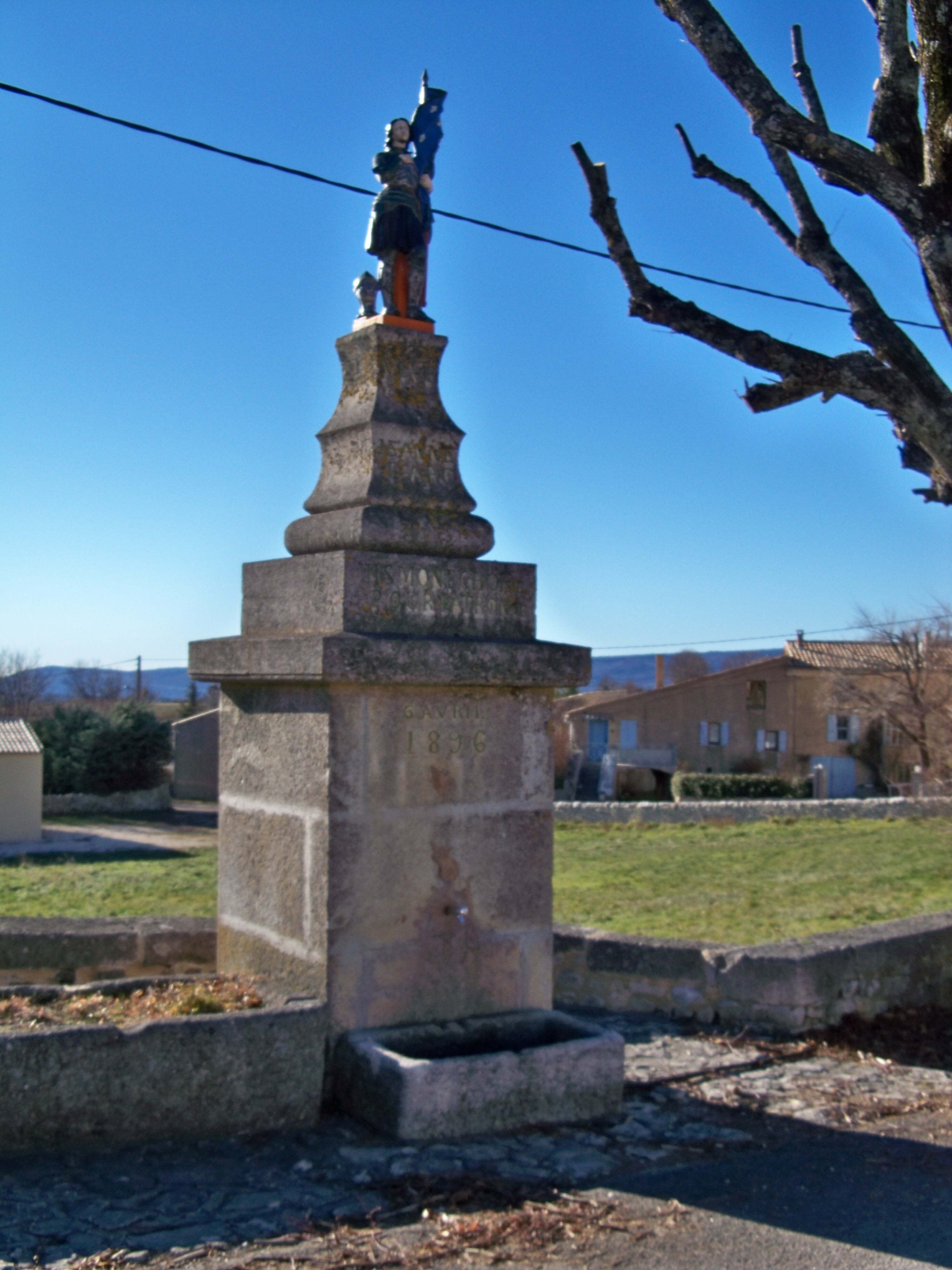
Fontaine-oratoire de 1896.
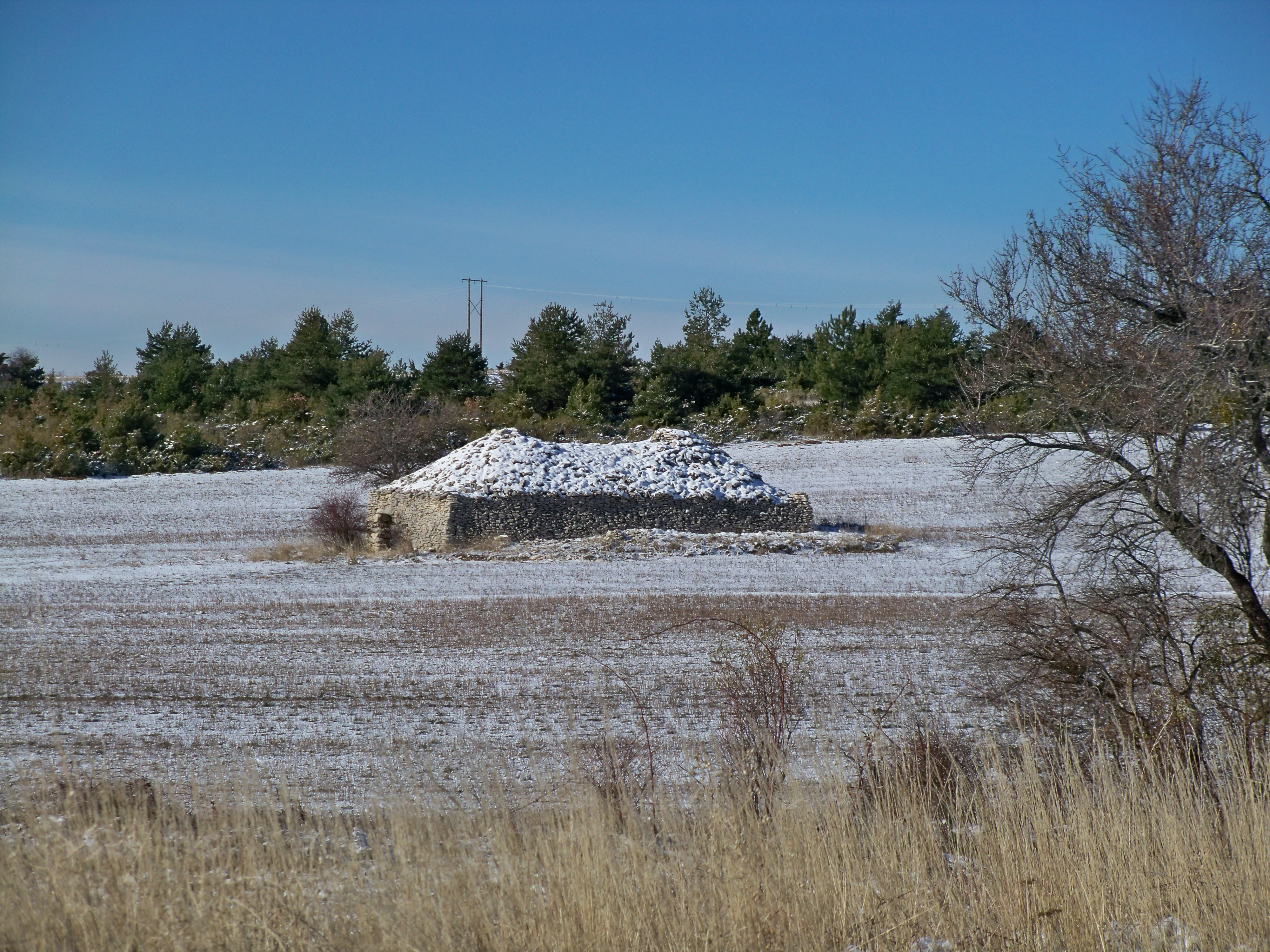
Jas (bergerie) à double toiture sur la commune de Ferrassières.
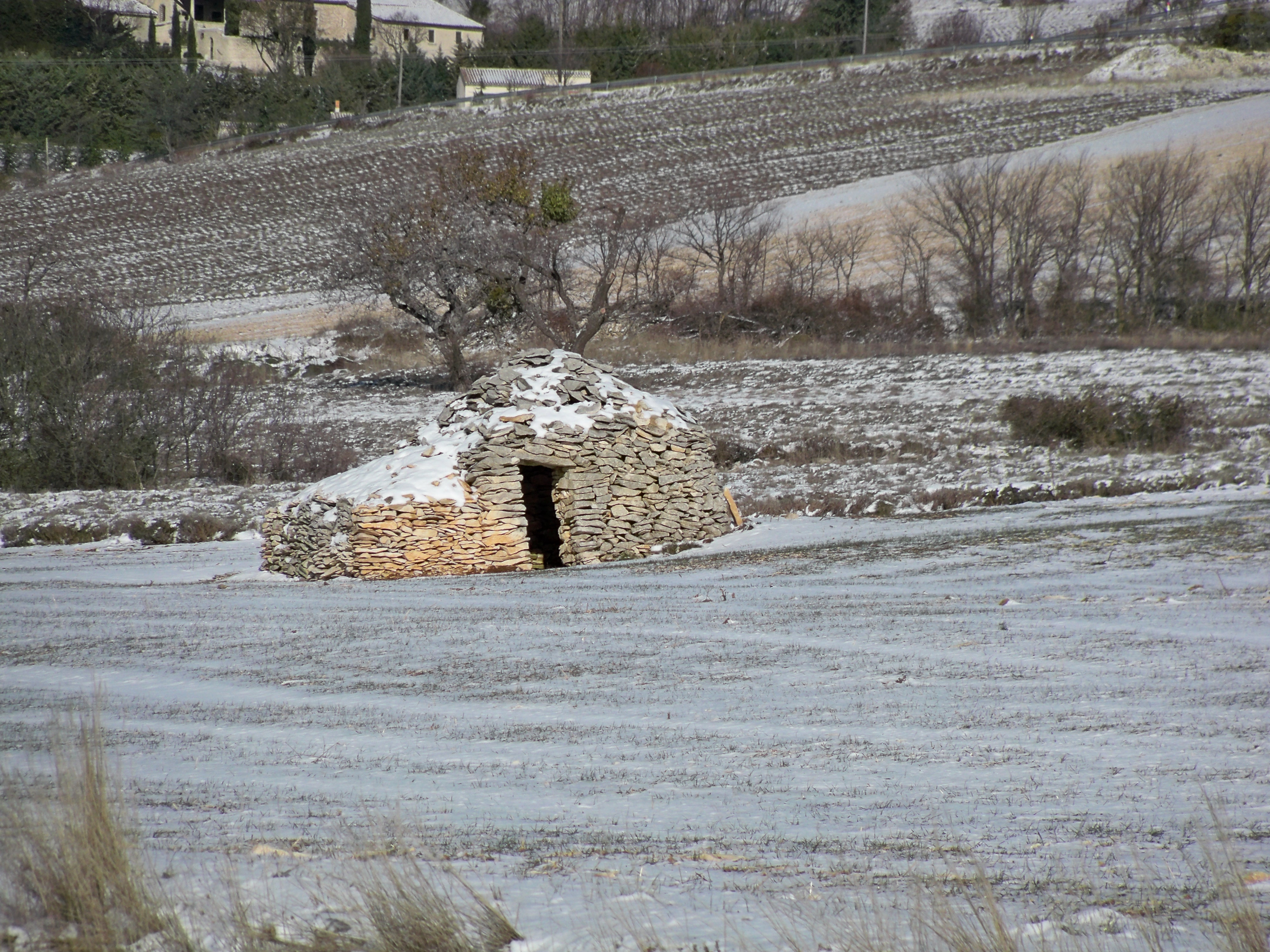
Borie ou cabane en pierre sèche à l'entrée de Ferrassières.
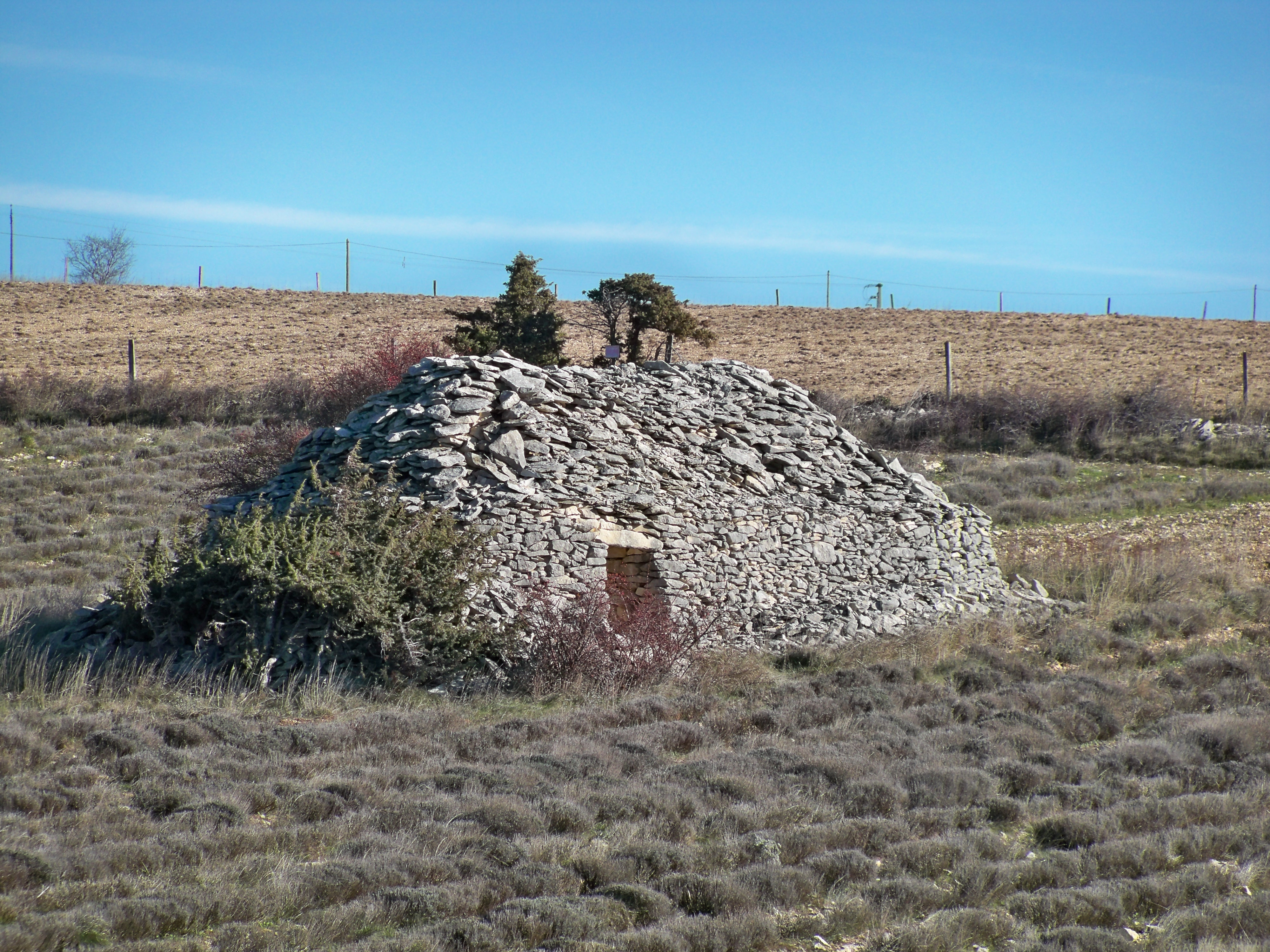
Borie dans un champ de lavande.

### Personnalités liées à la commune
- Agoult des Baux, seigneur des Ferrassières. Le 20 juin 1337, il est nommé trésorier du dauphin Humbert II qui avait épousé sa nièce. Il passe ensuite au service du royaume de France : le 30 octobre 1340, il est nommé sénéchal de Beaucaire par Philippe VI puis sénéchal de Toulouse et d'Albi, le 3 mars 1341[réf. nécessaire].
- Bertrand II des Baux, fils d'Agoult des Baux. Il est nommé sénéchal de Beaucaire au début du mois de juin 1345. Il battit les Anglais à Moissac. Le 8 novembre 1347, Philippe VI le nomme sénéchal et capitaine du roi en Saintonge. Il offrit sa seigneurie à Charles VI[réf. nécessaire].
- Jean Dupuy-Montbrun (1598-1671), comte de Montbrun et de Ferrassières, lieutenant général du roi[37].
- Espérance Dupuy-Montbrun-Ferrassières (1638-1690), comtesse de Ferrassières[37].

### Héraldique, logotype et devise
| Blason de Ferrassières | D'argent au loup ravissant d'azur |